# Invasión de plantas leñosas

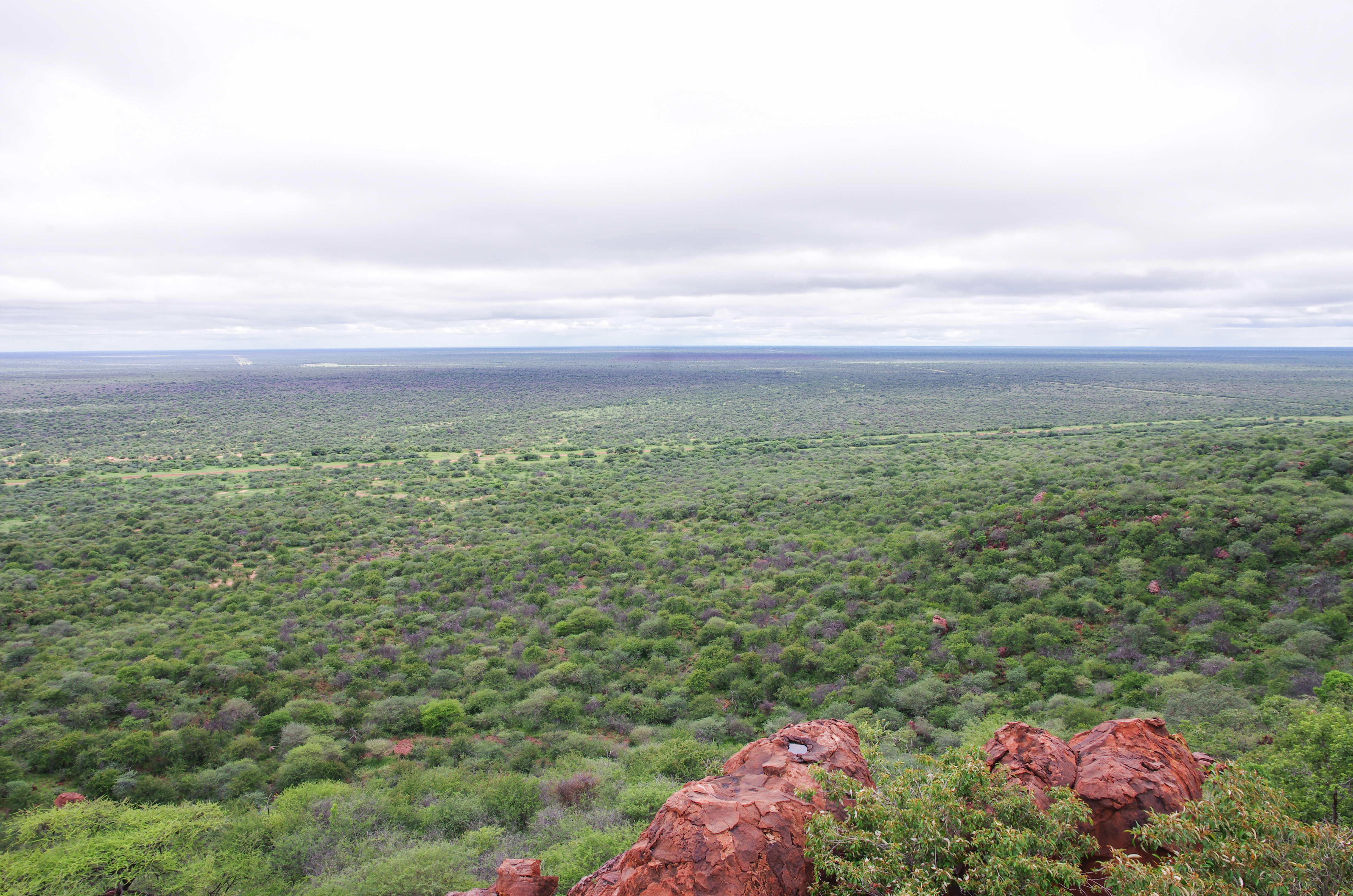
Vista de un terreno invadido por la maleza en el Parque de la Meseta de Waterberg, en la región de Otjozondjupa, Namibia.

La invasión de plantas leñosas (también denominada invasión de matorrales, invasión de arbustos, arbustificación, proliferación de plantas leñosas o espesamiento de matorrales) es un fenómeno natural caracterizado por la expansión de la superficie y el aumento de la densidad de las plantas leñosas, los matorrales y los arbustos, a expensas de la capa herbácea, las gramíneas y las herbáceas. Se refiere a la expansión de plantas autóctonas y no a la propagación de especies exóticas invasoras. La invasión de plantas leñosas se observa en diferentes ecosistemas y con diferentes características e intensidades en todo el mundo. Se produce predominantemente en praderas, sabanas y bosques y puede provocar cambios de régimen, pasando de praderas y sabanas abiertas a bosques cerrados.
Entre las causas se encuentran la intensificación del uso de la tierra, como el pastoreo excesivo, así como la supresión de los incendios forestales y la reducción del número de herbívoros salvajes. Se ha descubierto que el aumento del CO2 atmosférico y el calentamiento global son factores aceleradores.
Por el contrario, el abandono de la tierra puede conducir igualmente a la invasión de especies leñosas.
El impacto de la invasión de plantas leñosas depende en gran medida del contexto. Puede tener graves repercusiones negativas en servicios ecosistémicos clave, especialmente la biodiversidad, el hábitat de los animales, la productividad de la tierra y la recarga de aguas subterráneas. En los pastizales, la invasión de plantas leñosas ha provocado una disminución significativa de la productividad, lo que amenaza los medios de vida de los usuarios de la tierra afectados. La invasión de plantas leñosas se interpreta a menudo como un síntoma de la degradación de la tierra debido a sus efectos negativos en servicios ecosistémicos clave, pero también se argumenta que es una forma de sucesión natural.
Varios países combaten activamente la invasión de plantas leñosas mediante prácticas adaptadas de gestión de pastizales, incendios controlados y clareo mecánico de matorrales.Estas medidas de control pueden dar lugar a compensaciones entre la mitigación del cambio climático, la biodiversidad, la lucha contra la desertificación y el fortalecimiento de los ingresos rurales.
En algunos casos, las zonas afectadas por la invasión de especies leñosas se clasifican como sumideros de carbono y forman parte de los inventarios nacionales de gases de efecto invernadero. Sin embargo, los efectos de la invasión de especies leñosas en la captura de carbono dependen en gran medida del contexto y aún no se han investigado suficientemente. Dependiendo de la precipitación, la temperatura y el tipo de suelo, entre otros factores, la invasión de especies leñosas puede aumentar o disminuir el potencial de captura de carbono de un ecosistema determinado. En su Sexto Informe de Evaluación de 2022, el Grupo Intergubernamental de Expertos sobre el Cambio Climático (IPCC) afirma que la invasión de especies leñosas puede provocar ligeros aumentos de carbono, pero al mismo tiempo enmascara los procesos subyacentes de degradación de la tierra, especialmente en las zonas áridas.
La CNULD ha identificado la invasión de especies leñosas como uno de los principales factores que contribuyen a la pérdida de pastizales a nivel mundial.

## Definición ecológica y etimología

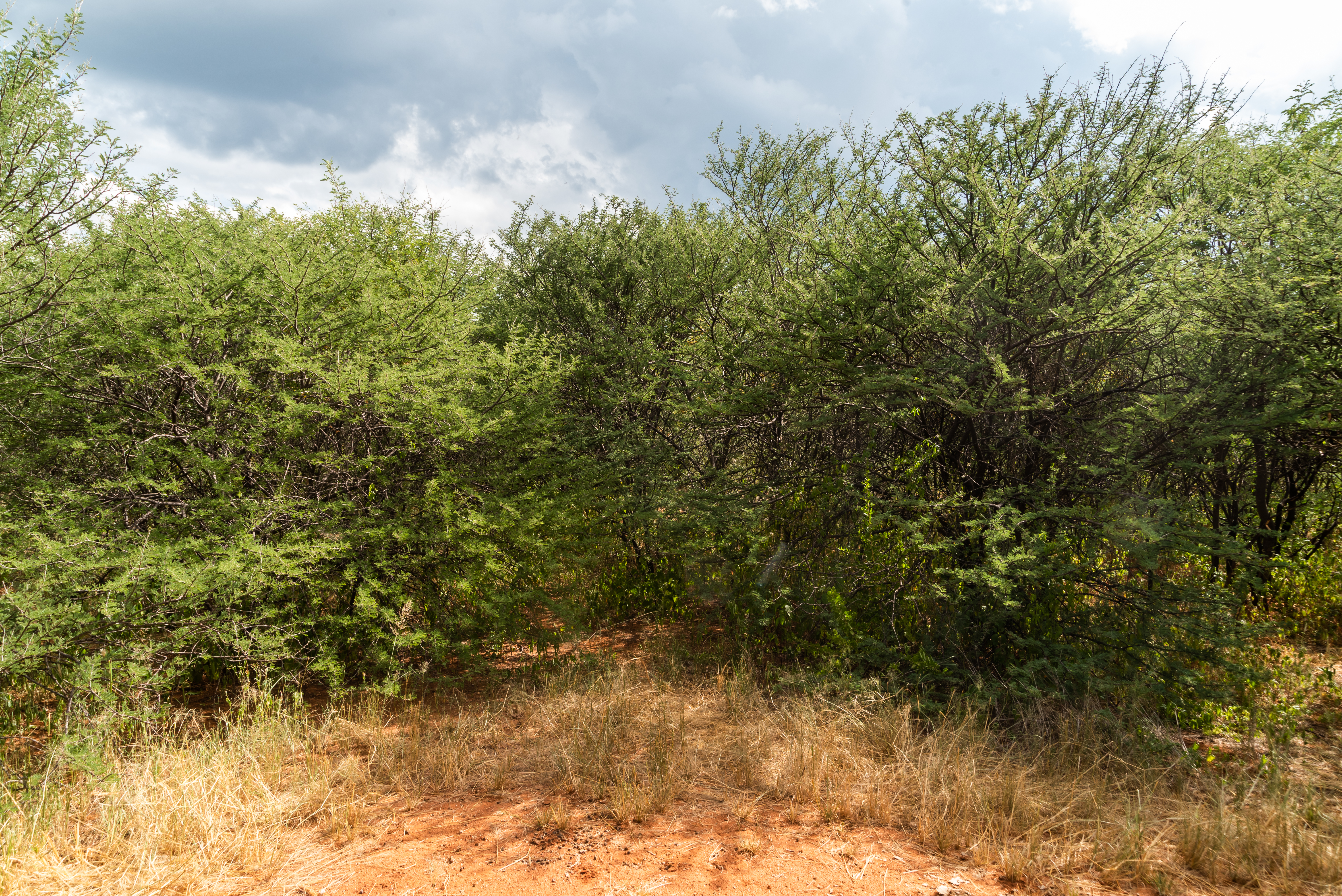
Densos matorrales en pastizales invadidos

La invasión de plantas leñosas es el aumento de la abundancia de plantas leñosas autóctonas, como arbustos y matorrales, a expensas de las plantas herbáceas, gramíneas y forbes, en praderas y matorrales. El término "invasión" se utiliza, por lo tanto, para describir cómo las plantas leñosas superan a las gramíneas durante un periodo de tiempo determinado, normalmente años o décadas.Aunque esta diferenciación no siempre se aplica, la invasión se refiere a la expansión de las plantas leñosas en áreas abiertas y el espesamiento se refiere al aumento de la densidad en un área determinada, incluidas las plantas que cubren el subdosel. Esto concuerda con el significado del término "invasión", que es "el acto de cubrir lentamente una zona cada vez mayor".Entre las primeras nociones publicadas sobre la invasión de plantas leñosas se encuentran las publicaciones de R. Staples en 1945, O. West en 1947 y Heinrich Walter en 1954.
Aunque los términos se utilizan indistintamente en algunas publicaciones, la invasión de plantas leñosas es diferente de la propagación de especies invasoras. A diferencia de las especies invasoras, que son especies introducidas de forma deliberada o accidental, las especies invasoras son autóctonas del ecosistema respectivo y su clasificación como invasoras depende de si, con el tiempo, superan a otras especies autóctonas del mismo ecosistema. A diferencia de la invasión de plantas exóticas, la invasión de plantas leñosas no se define por la mera presencia de especies vegetales específicas, sino por su dinámica ecológica y su dominio cambiante.
En algunos casos, la invasión de plantas leñosas es un tipo de sucesión secundaria. Esto se aplica a los casos de abandono de tierras, por ejemplo, cuando se abandonan tierras agrícolas y se restablecen las plantas leñosas.Sin embargo, esto es claramente diferente de la invasión de plantas leñosas que se produce debido a factores globales, como el aumento del dióxido de carbono en la atmósfera terrestre y las formas insostenibles de intensificación del uso de la tierra, como el pastoreo excesivo y la supresión de incendios. Estos factores alteran la sucesión ecológica en una pradera determinada, concretamente el equilibrio entre las plantas leñosas y herbáceas, y proporcionan una ventaja competitiva a las plantas leñosas.El proceso resultante que conduce a una abundancia de plantas leñosas se considera a veces un cambio de régimen ecológico (también transición de estado ecológico) que puede hacer que las tierras áridas pasen de regímenes dominados por pastos a sabanas dominadas por plantas leñosas. El aumento de la varianza espacial es un indicador temprano de dicho cambio de régimen.Dependiendo de las condiciones ecológicas y climáticas, este cambio puede ser un tipo de degradación del suelo y desertificación.Se prevé que la progresiva invasión de arbustos alcance un punto de inflexión, más allá del cual el ecosistema afectado sufrirá un impacto sustancial, que se perpetuará y que a menudo será irreversible.
Las investigaciones sobre el tipo de plantas leñosas que tienden a convertirse en especies invasoras son limitadas. Las comparaciones entre especies de vachellia invasoras y no invasoras revelaron que las especies invasoras tienen una mayor capacidad de adquisición y competencia por los recursos. Su arquitectura de copa es diferente y solo las especies arbóreas invasoras reducen la productividad de la vegetación perenne.En una comparación entre Vachellia y Senegalia, se descubrió que Vachellia era más agresiva que Senegalia, ya que crecía más rápido y más alta, con semillas más gruesas y dispersadas por animales, mientras que Senegalia se adapta a la competencia de la hierba con raíces más densas y semillas dispersadas por el viento.
Por definición, la invasión de plantas leñosas se produce en los pastizales. Por lo tanto, es claramente diferente de la reforestación y la forestación.Sin embargo, existe un fuerte solapamiento entre el reverdecimiento de la vegetación, detectado a través de índices de vegetación derivados de satélites, y la invasión de plantas leñosas.Los estudios muestran que la vegetación puede empobrecerse a pesar de la tendencia al reverdecimiento.
Los pastizales y los bosques, así como los pastizales y los matorrales, pueden ser estados estables alternativos de los ecosistemas, pero las pruebas empíricas de dicha biestabilidad siguen siendo limitadas.

## Alcance global

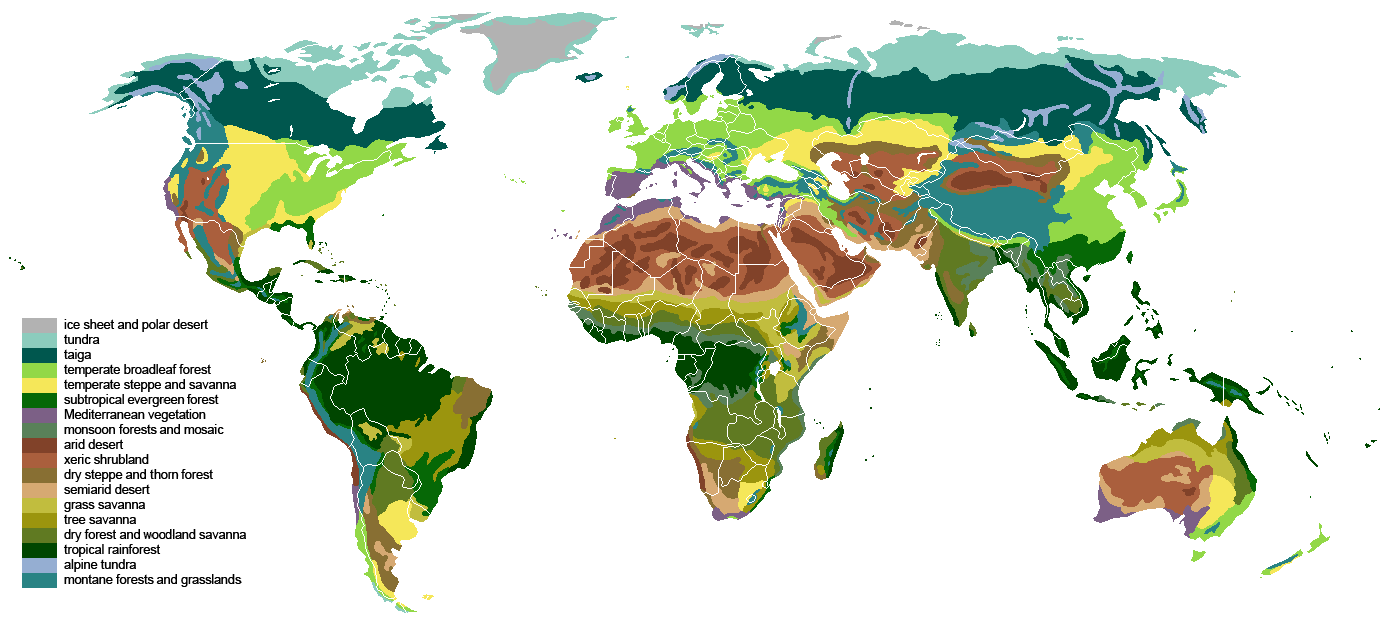
Representación de los biomas terrestres del mundo

La CNULD identifica la invasión de especies leñosas como uno de los principales factores que contribuyen a la pérdida de pastizales a nivel mundial. La invasión de especies leñosas se produce en todos los continentes y afecta a una superficie total estimada de 500 millones de hectáreas (5 millones de kilómetros cuadrados). Sus causas, alcance y medidas de respuesta difieren y dependen en gran medida del contexto.Los ecosistemas afectados por la invasión de especies leñosas incluyen matorrales cerrados, matorrales abiertos, sabanas leñosas, sabanas y pastizales. Puede producirse no solo en climas tropicales y subtropicales, sino también en zonas templadas.La invasión de especies leñosas se produce a un ritmo del 1 % por década en las estepas euroasiáticas, del 10-20 % en América del Norte, del 8 % en América del Sur, del 2,4 % en África y del 1 % en Australia. En los Alpes europeos, las tasas de expansión registradas oscilan entre el 0,6 % y el 16 % anual.

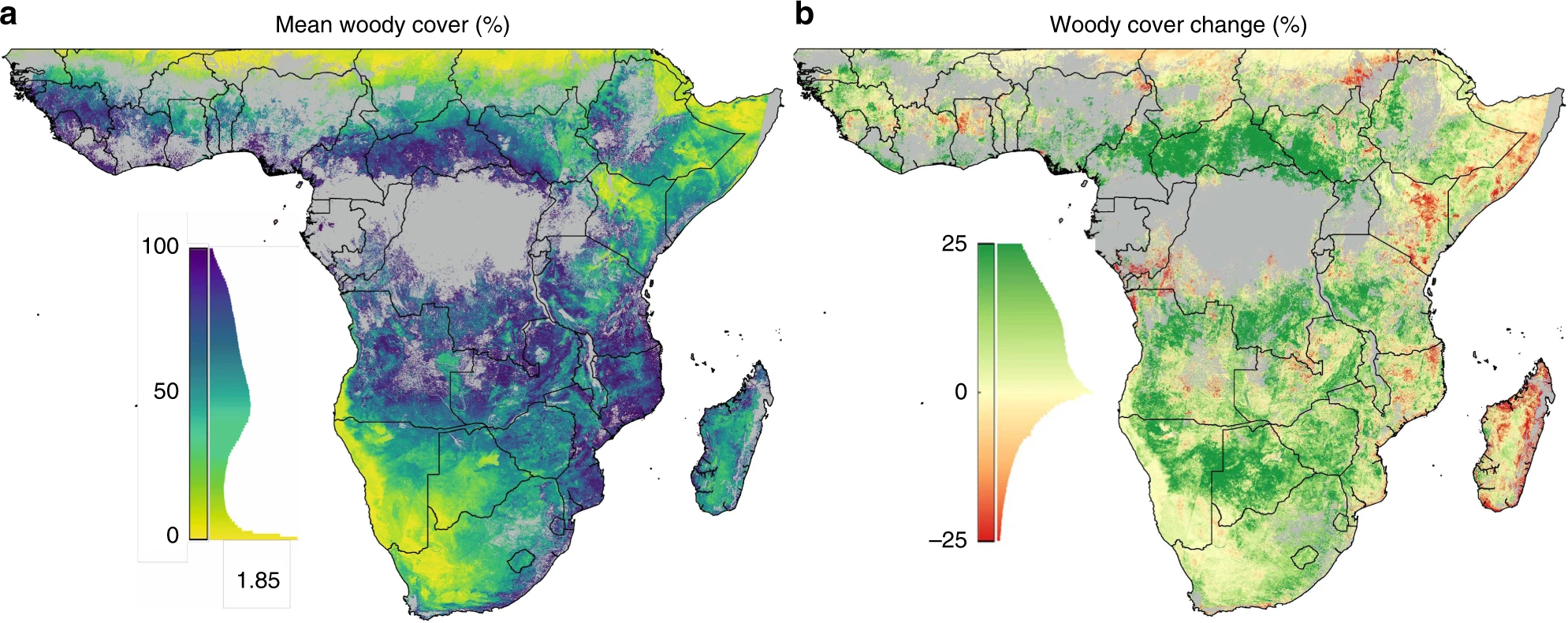
Dinámica de la cubierta vegetal leñosa en el África subsahariana 1986-2016

En el África subsahariana, la cobertura vegetal leñosa ha aumentado un 8 % durante las últimas tres décadas, principalmente debido a la invasión de plantas leñosas. En total, 750 millones de hectáreas de biomas no forestales experimentaron aumentos netos significativos en la cobertura de plantas leñosas, lo que supone más del triple de la superficie que experimentó pérdidas netas de vegetación leñosa. En alrededor de 249 millones de hectáreas de pastizales africanos, se descubrió que el cambio climático a largo plazo era el factor clave del cambio en la vegetación. En toda África, el 29 % de todos los árboles se encuentran fuera de los bosques clasificados. En algunos países, como Namibia y Botsuana, este porcentaje supera el 80 % y probablemente esté relacionado con la invasión de plantas leñosas.En el sur de África, la invasión de especies leñosas se ha identificado como el principal factor del reverdecimiento, es decir, del aumento de la cobertura vegetal detectado mediante teledetección.La tendencia futura del cambio de biomas debido a la invasión de especies leñosas en África es muy incierta.
En el sur de Europa, se estima que entre 1950 y 2010, el 8 % de la superficie terrestre pasó de ser pastizales a vegetación leñosa.
En la estepa euroasiática, la pradera más grande del mundo, se ha observado que la invasión de plantas leñosas relacionada con el cambio climático se produce a un ritmo de alrededor del 1 % por década.
En la tundra ártica, la cobertura de arbustos ha aumentado un 20 % durante los últimos 50 años. Durante el mismo periodo, la cobertura de arbustos y árboles aumentó un 30 % en las sabanas de América Latina, África y Australia.

## Causas
Se cree que la invasión de especies leñosas tiene su origen a principios del Holoceno y el inicio del calentamiento, cuando las especies tropicales ampliaron su área de distribución alejándose del ecuador hacia regiones más templadas. Sin embargo, desde mediados del siglo XIX se ha producido a un ritmo sin precedentes.Por ello, se clasifica como un tipo de degradación de los pastizales, que se produce por el impacto humano directo e indirecto durante el Antropoceno.

### Susceptibilidad de los ecosistemas
Hay pruebas de que algunas características de los ecosistemas los hacen más susceptibles a la invasión de especies leñosas que otros. Por ejemplo, los suelos de textura gruesa favorecen el crecimiento de las plantas leñosas, mientras que los suelos de textura fina lo limitan. Además, la probabilidad de invasión de especies leñosas se ve influida por la humedad del suelo y la disponibilidad de nutrientes, por lo que a menudo se produce en lugares con pendiente descendente y laderas más frías.Las causas de la invasión de plantas leñosas difieren significativamente en función de las condiciones climáticas, por ejemplo, entre la sabana húmeda y la seca.
Se ha descubierto que hay varios factores que contribuyen al proceso de invasión de plantas leñosas. Tanto los factores locales (es decir, relacionados con las prácticas de uso del suelo) como los globales pueden provocar la invasión de plantas leñosas. Debido a su fuerte vínculo con causas inducidas por el ser humano, la invasión de plantas leñosas se ha denominado cambio de régimen socioecológico. Las investigaciones muestran que tanto los efectos heredados de acontecimientos específicos como las características de las plantas pueden contribuir a la invasión.Aún no se ha investigado suficientemente la interacción entre los diversos bucles de retroalimentación positiva y negativa en los ecosistemas invadidos.

### Uso del suelo
Cuando se abandona la tierra y cesan las respectivas presiones antropogénicas, a menudo se observa una rápida propagación de las plantas arbustivas autóctonas. Este es, por ejemplo, el caso de las antiguas zonas forestales de los Alpes que se convirtieron en tierras agrícolas y posteriormente fueron abandonadas. En el sur de Europa, la invasión está relacionada con el éxodo rural.En tales casos, se ha comprobado que la intensificación del uso del suelo, por ejemplo, el aumento de la presión del pastoreo, es eficaz contra la invasión de especies leñosas.Más recientemente, se ha observado que el abandono del uso de la tierra no es el único factor que impulsa la invasión de plantas leñosas en las regiones mencionadas, ya que el fenómeno también se produce en lugares donde la tierra se sigue utilizando con fines agrícolas.
En otras regiones, la intensificación del uso de la tierra es la principal causa de la invasión de plantas leñosas. Esto se debe a la fragmentación interrelacionada de los paisajes y a la pérdida de los regímenes de perturbación históricos, principalmente en las siguientes formas:
- Pastoreo excesivo: En el contexto de la intensificación del uso de la tierra, una causa frecuentemente citada de la invasión de plantas leñosas es el pastoreo excesivo, que suele ser el resultado del sobrepastoreo y el cercado de las explotaciones agrícolas, así como de la falta de rotación de animales y de períodos de descanso de la tierra. El pastoreo excesivo desempeña un papel especialmente importante en los pastizales mesófilos, donde los arbustos pueden expandirse fácilmente al obtener una ventaja competitiva sobre las hierbas, mientras que la invasión de plantas leñosas es menos predecible en los matorrales xéricos.[53]Se ha descubierto que la dispersión de semillas a través de los animales es un factor que contribuye a la invasión de especies leñosas.[54][55][56]Aunque en el pasado se ha descubierto con frecuencia que el pastoreo excesivo es uno de los principales factores que impulsan la invasión de especies leñosas, se ha observado que esta invasión continúa en las respectivas zonas incluso después de que el pastoreo se haya reducido o incluso haya cesado.[57]

- Ausencia de grandes mamíferos: relacionada con la introducción de la agricultura en los pastizales y con prácticas de caza insostenibles, la reducción de grandes mamíferos como el elefante y el rinoceronte (en África) o el alce (en América del Norte) es un factor que contribuye a la invasión de especies leñosas.[1][58][59]

- Supresión de incendios: una causa relacionada con la invasión de plantas leñosas es la reducción de la frecuencia de los incendios forestales que se producirían de forma natural, pero cuya frecuencia e intensidad son suprimidas por los propietarios de las tierras debido a los riesgos asociados y a la fragmentación del paisaje.[60][61][62][63]Cuando la falta de incendios reduce la mortalidad de los árboles y, en consecuencia, disminuye la carga de combustible de la hierba para el fuego, se produce un bucle de retroalimentación negativa.[19][64]Se ha estimado que a partir de un umbral del 40 % de cobertura del dosel, los incendios superficiales de hierba son poco frecuentes.[65][66]Con precipitaciones intermedias, el fuego puede ser el principal factor determinante entre el desarrollo de sabanas y bosques.[67][68]En experimentos realizados en los Estados Unidos se determinó que los incendios anuales conducen al mantenimiento de los pastizales, los intervalos de quema de 4 años conducen al establecimiento de hábitats arbustivos y los intervalos de quema de 20 años conducen a una grave invasión de plantas leñosas.[69]Además, la reducción del ramoneo por parte de los herbívoros, por ejemplo, cuando los hábitats naturales se transforman en tierras agrícolas, fomenta la invasión de plantas leñosas, ya que los arbustos crecen sin perturbaciones y, al aumentar su tamaño, también se vuelven menos susceptibles al fuego. Una década de cambios en la gestión de la tierra, como la exclusión de los incendios y el pastoreo excesivo, puede provocar una grave invasión de plantas leñosas.[70] El aumento global del CO2 atmosférico contribuye a la reducción de los incendios forestales, ya que disminuye la inflamabilidad de la hierba.[71]

- Competencia por el agua: se produce un círculo vicioso cuando las especies leñosas invasoras reducen el agua disponible para las plantas, lo que supone una desventaja para las hierbas y favorece una mayor invasión de las especies leñosas.[72]Según la teoría de las dos capas, las hierbas utilizan la humedad de la capa superior del suelo, mientras que las plantas leñosas utilizan principalmente la humedad del subsuelo. Si la hierba se reduce por el pastoreo excesivo, esto reduce su consumo de agua y permite que penetre más agua en el subsuelo para su uso por parte de las plantas leñosas.[13][73]Además, las investigaciones sugieren que las raíces de los arbustos son menos vulnerables al estrés hídrico que las raíces de la hierba durante las sequías. [74]

- Presión demográfica: la presión demográfica puede ser la causa de la invasión de plantas leñosas, cuando se talan árboles grandes para utilizarlos como material de construcción o combustible. Esto estimula el crecimiento de los matorrales y da lugar a un aumento de la vegetación arbustiva.

- Restauración del ecosistema: las intervenciones activas y los cambios en el ecosistema, como la creación de humedales, pueden desencadenar la invasión de plantas leñosas. [75]

### Cambio climático
Aunque los cambios en la gestión del suelo suelen considerarse el principal factor impulsor de la invasión de vegetación leñosa, algunos estudios sugieren que los factores globales aumentan la vegetación leñosa independientemente de las prácticas de gestión del suelo.Por ejemplo, en una muestra representativa de pastizales sudafricanos, se observó que la invasión de plantas leñosas era la misma en diferentes usos del suelo y diferentes cantidades de lluvia, lo que sugiere que el cambio climático puede ser el principal factor de la invasión. Una vez establecidos, los arbustos inhiben el crecimiento de la hierba, perpetuando la invasión de plantas leñosas. Se prevé que el hábitat adecuado para las principales especies invasoras aumente con el cambio climático.
Entre los factores predominantes a nivel mundial se incluyen los siguientes:
- CO2 atmosférico: se ha descubierto que el cambio climático es una causa o un factor acelerador de la invasión de plantas leñosas.[80] [81]Esto se debe a que el aumento de las concentraciones de CO2 en la atmósfera favorece el crecimiento de las plantas leñosas. Las plantas leñosas con vía fotosintética C3 prosperan en condiciones de altas concentraciones de CO2, a diferencia de las gramíneas con vía fotosintética C4.[82][83][84][85][86]También se ha descubierto que la tolerancia a la herbivoría aumenta durante la fase de reclutamiento de las plantas en condiciones de mayor concentración de CO2.[87]
- Patrones de precipitaciones: una teoría frecuentemente citada es el modelo de estado y transición. Este modelo describe cómo las precipitaciones y su variabilidad son el factor clave del crecimiento de la vegetación y su composición, lo que provoca la invasión de plantas leñosas en determinados patrones de precipitaciones. Por ejemplo, si aumenta la intensidad de las precipitaciones, suele aumentar el agua del suelo profundo, lo que a su vez beneficia más a los arbustos que a las hierbas.[88][89]Tanto la cantidad de precipitaciones como su momento de aparición son factores importantes y distintos.[90] Los cambios en las precipitaciones pueden favorecer la invasión de plantas leñosas. El aumento de las precipitaciones puede favorecer el establecimiento, el crecimiento y la densidad de las plantas leñosas. Asimismo, la disminución de las precipitaciones puede promover la invasión de plantas leñosas, ya que fomenta el cambio de pastos mesofíticos a arbustos xerofíticos.[91]
- Calentamiento global: la invasión de plantas leñosas se correlaciona con el calentamiento en la tundra, mientras que en la sabana está relacionada con el aumento de las precipitaciones.[39]Especies como Vachellia sieberiana prosperan con el calentamiento, independientemente de la competencia con los pastos.[92]El Grupo Intergubernamental de Expertos sobre el Cambio Climático (IPCC), en su informe "Calentamiento global de 1,5 °C", afirma que la tundra de latitudes altas y los bosques boreales corren un riesgo especial de degradación inducida por el cambio climático, con una alta probabilidad de invasión de arbustos si continúa el calentamiento.[93]En otros ecosistemas, como las praderas subsaharianas, el aumento de la aridez puede hacer que las plantas leñosas sean más propensas a sufrir fallos hidráulicos.[90][94]
- Las sequías: Contribuyen a la invasión de plantas leñosas si reducen la cubierta de pastos perennes y estos se recuperan lentamente, lo que proporciona a los arbustos una ventaja competitiva en cuanto a la adquisición de agua de las capas profundas del suelo.[95] [96]La sequía, en combinación con altos niveles de presión de pastoreo, puede funcionar como punto de inflexión para un ecosistema, provocando la invasión de plantas leñosas.[49]

## Impactos ecológicos y socioeconómicos
La invasión de especies leñosas constituye un cambio global importante en la composición, estructura y función de las plantas, con un impacto de gran alcance en los ecosistemas afectados. La aceleración de la invasión de especies leñosas en las praderas de todo el mundo puede provocar un declive abrupto de este tipo de bioma, debido al impacto humano.Por ejemplo, se ha descubierto que el bioma de las Grandes Llanuras está al borde del colapso debido a la invasión de especies leñosas, con una pérdida del 62 % de los pastizales de América del Norte hasta la fecha.
La invasión se identifica comúnmente como una forma de degradación del suelo, con graves consecuencias negativas para diversos servicios ecosistémicos, como la biodiversidad, la recarga de aguas subterráneas, la capacidad de almacenamiento de carbono y la capacidad de carga de herbívoros. Sin embargo, el impacto negativo no es universal. Los impactos dependen de la especie, la escala y los factores del contexto ambiental. La invasión de especies leñosas también puede tener importantes efectos positivos en los servicios ecosistémicos.Las investigaciones sugieren que la multifuncionalidad de los ecosistemas aumenta con la invasión de especies leñosas.
Los servicios ecosistémicos afectados se clasifican en las categorías de aprovisionamiento (por ejemplo, valor forrajero), regulación (por ejemplo, regulación hidrológica, estabilidad del suelo) y soporte (ciclo de nutrientes, secuestro de carbono, biodiversidad, producción primaria).Es necesario realizar evaluaciones específicas de los ecosistemas y dar respuestas a la invasión de especies leñosas.En general, los siguientes factores contextuales determinan el impacto ecológico de la invasión de especies leñosas:
- Uso predominante del suelo: Si bien pueden producirse efectos ecológicos positivos en paisajes no gestionados o en determinados usos del suelo, se observan efectos ecológicos negativos especialmente en paisajes utilizados para el pastoreo de ganado.[5][106]
- Densidad de las plantas leñosas: La diversidad vegetal y la multifuncionalidad de los ecosistemas suelen alcanzar su máximo nivel con una cobertura leñosa intermedia, mientras que las coberturas leñosas elevadas suelen tener efectos negativos.[107][108][5]
- Condiciones ambientales: Los ecosistemas áridos muestran respuestas más negativas a la invasión de especies leñosas que los ecosistemas no áridos.[109][107][24]En los ecosistemas áridos, la invasión de especies leñosas se considera a veces una forma de degradación del suelo y una expresión de desertificación.[110] Debido a su papel ambiguo en estos ecosistemas secos, se ha denominado "desertificación verde".[111]Por el contrario, en los ecosistemas de la región mediterránea y en los pastizales alpinos, la invasión puede mejorar la funcionalidad del ecosistema y revertir las tendencias de desertificación.[112][113]Una diferencia clave es que, durante la invasión de especies leñosas, la cubierta herbácea en las zonas entre copas puede permanecer intacta, mientras que durante la desertificación estas zonas se degradan y se convierten en suelo desnudo desprovisto de materia orgánica.[114]

### Biodiversidad

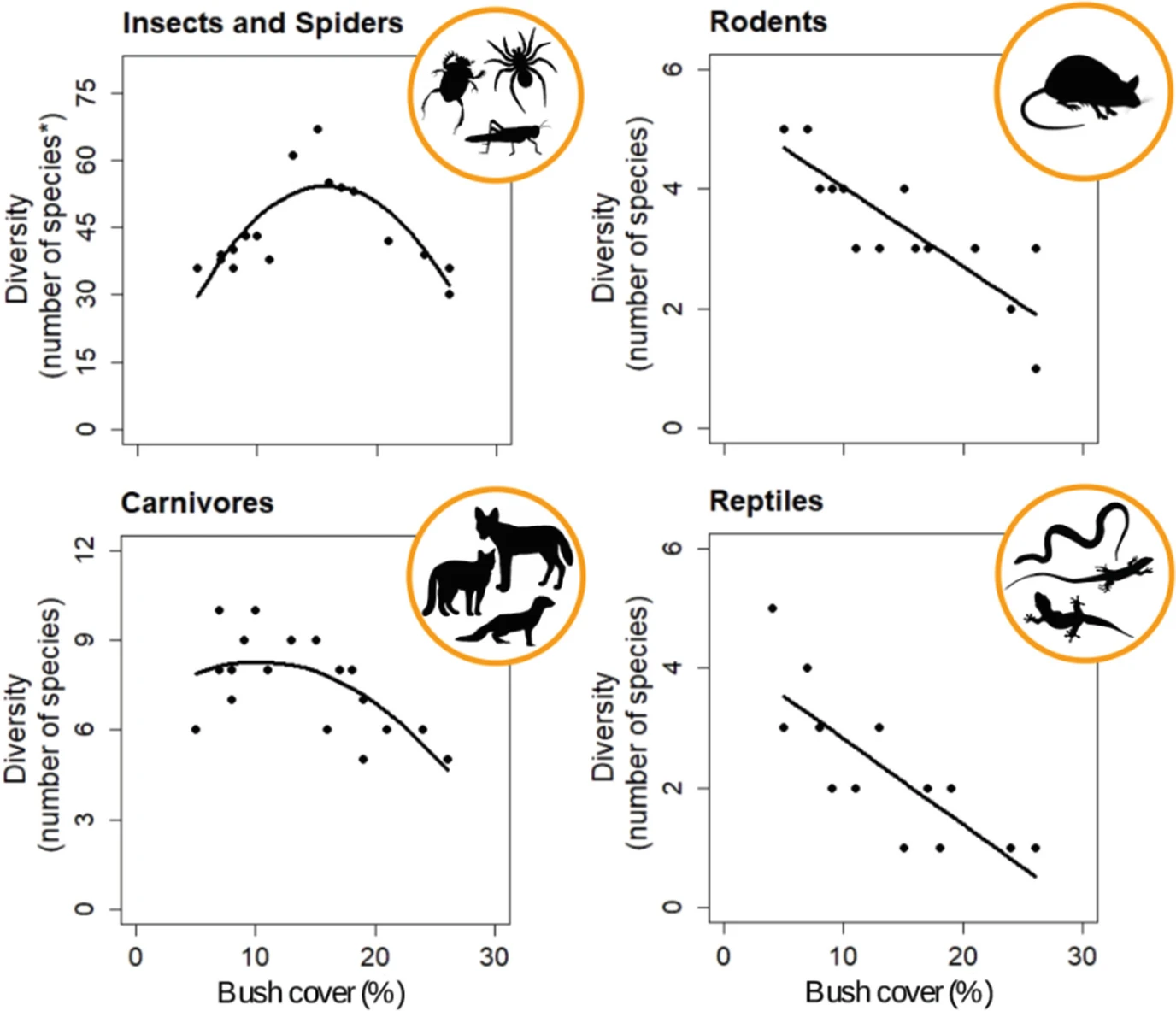
Relación entre la cubierta arbustiva y la diversidad animal en los pastizales de la sabana del Kalahari en Sudáfrica

La invasión de matorrales provoca una disminución generalizada de la diversidad de la vegetación herbácea debido a la competencia por el agua, la luz y los nutrientes. Los matorrales se expanden a expensas directas de otras especies vegetales, lo que puede reducir la diversidad vegetal y los hábitats animales.
La invasión de especies leñosas afecta a la diversidad animal al alterar la diversidad estructural de la vegetación, lo que repercute en la calidad del hábitat y en las interacciones entre especies. Si bien una cobertura arbustiva moderada aumenta la diversidad, una invasión excesiva provoca la pérdida de hábitats y la reducción de nichos, lo que afecta negativamente a especies como insectos, arañas, mamíferos, aves y reptiles. Estos cambios pueden tener un efecto en cadena en los ecosistemas, afectando a los herbívoros y a los depredadores superiores, y alterando comportamientos como la eficiencia de la caza y las estrategias de búsqueda de alimento.Por ejemplo, el mantenimiento de sabanas abiertas puede beneficiar a los carroñeros diurnos (por ejemplo, los buitres), mientras que el mismo ecosistema en un estado de invasión puede favorecer a los carroñeros mamíferos nocturnos.
Estos efectos son específicos del contexto. Un metaanálisis de 43 publicaciones del periodo comprendido entre 1978 y 2016 reveló que la invasión de plantas leñosas tiene efectos negativos claros sobre la riqueza de especies y la abundancia total en África, especialmente sobre los mamíferos y la herpetofauna, pero efectos positivos en América del Norte.Sin embargo, en análisis específicos del contexto también se observan efectos negativos en América del Norte. Por ejemplo, la invasión de piñones y enebros amenaza hasta 350 especies de plantas y animales asociados a la artemisa en los Estados Unidos.Un estudio de 30 años de invasión de especies leñosas en Brasil encontró una disminución significativa de la riqueza de especies en un 27 %.
La invasión de arbustos puede dar lugar a un aumento de la abundancia y la riqueza de especies vertebradas. Sin embargo, estos hábitats invadidos y sus conjuntos de especies pueden volverse más sensibles a las sequías.Dado que la invasión no es un estado estable, sino que se caracteriza por cambios en la densidad de los arbustos, es importante identificar cómo los diferentes umbrales de densidad afectan a las especies vegetales y animales.
Las pruebas de la pérdida de biodiversidad incluyen lo siguiente:

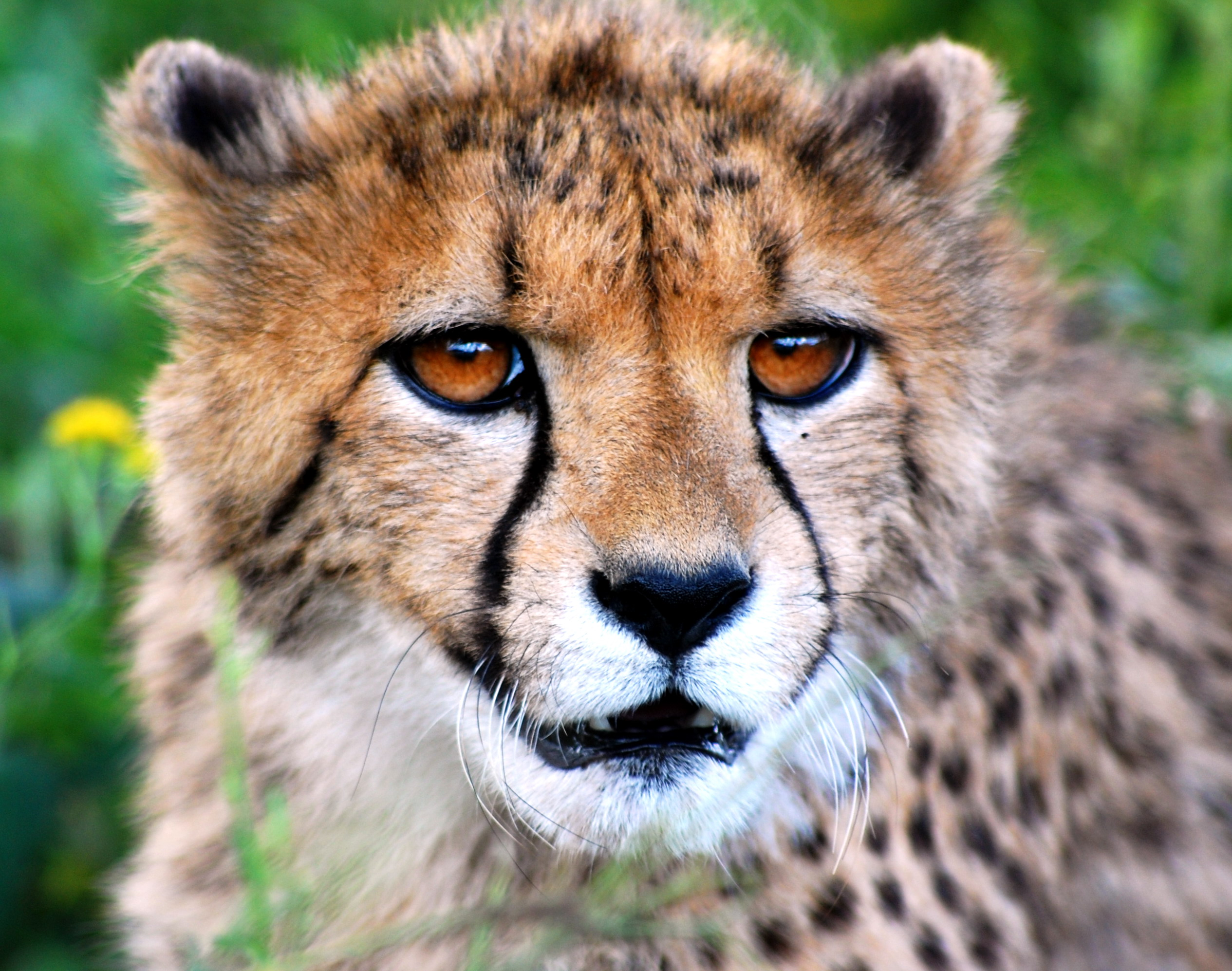
El hábitat del guepardo puede verse reducido por la invasión de plantas leñosas

- El hábitat del guepardo puede verse reducido por la invasión de plantas leñosasPastos: la invasión provoca una pérdida sustancial de la diversidad herbácea, con una pérdida de riqueza que no se repone.[126] Estudios realizados en Sudáfrica han revelado que la riqueza de las gramíneas se reduce en más de un 50 % bajo la invasión intensa de plantas leñosas.[127]En América del Norte, un metaanálisis de 29 estudios de 13 comunidades de pastizales diferentes reveló que la riqueza de especies disminuyó en promedio un 45 % bajo la invasión de plantas leñosas.[128]Las especies raras y las de menor estatura corren el riesgo de extinguirse.[129]Entre la flora gravemente afectada se encuentra la pequeña zapatilla de dama blanca.Por lo general, los arbustos grandes coexisten con la capa herbácea, mientras que los arbustos más pequeños compiten con ella.[130]El aumento de la sombra es un factor que contribuye a la reducción de la abundancia y la diversidad de la hierba.[131]
- Mamíferos: la invasión de plantas leñosas tiene un impacto significativo en la estructura de la comunidad de herbívoros y puede provocar el desplazamiento de los herbívoros y otros tipos de mamíferos que prefieren las zonas abiertas.[132] Entre otros factores, el éxito de la depredación de varios mamíferos se ve afectado negativamente por la invasión de arbustos.[133] Entre las especies que pierden su hábitat en las zonas afectadas por la invasión de plantas leñosas se encuentran felinos como el guepardo,[134][135][133]el zorro de patas blancas,[136] así como antílopes como el tsessebe común, el hirola y la cebra de llanura.[137][138]En América Latina, el hábitat del guanaco, casi extinto, se ve amenazado por la invasión de plantas leñosas.[139]En algunos pastizales, la invasión de plantas leñosas se asocia con una disminución de la capacidad de pastoreo de la fauna silvestre de hasta un 80 %.[140] Entre las especies de roedores, las especializadas en pastizales suelen disminuir en abundancia bajo la invasión de plantas leñosas, mientras que las especializadas en bosques pueden aumentar en abundancia.[141][142]Los mamíferos excavadores también pueden perder su hábitat cuando se produce la invasión de plantas leñosas. [143]
- Aves: el impacto de la invasión de especies leñosas en las especies de aves debe diferenciarse entre las especies asociadas a los arbustos y las especializadas en pastizales.[144]Los estudios revelan que las especies asociadas a los arbustos se benefician de la invasión de especies leñosas hasta un cierto umbral de cobertura leñosa (por ejemplo, el 22 % en un estudio realizado en América del Norte), mientras que las poblaciones especializadas en pastizales disminuyen.[145][146][147]Experimentos realizados en Namibia han demostrado que las aves que se alimentan, como el buitre del Cabo, en peligro de extinción, evitan los niveles de invasión superiores a 2600 plantas leñosas por hectárea.[148] En el sur de África, la invasión de plantas leñosas provoca una disminución de la población del 20 % de las especies de aves comunes de los ecosistemas abiertos, con una tasa media de disminución de la población del 50 % en cincuenta años.[149]En las praderas de América del Norte, la disminución de la población de aves como resultado de la invasión de plantas leñosas se ha identificado como un problema crítico para la conservación.[150][151]Entre las aves afectadas negativamente por la invasión de plantas leñosas se encuentran el secretario,[152]el pájaro gris, el suimanga de Marico, la gallina de las praderas menor,[153][154]el urogallo grande,[122] la alondra de Archer,[155] [156]la codorniz norteña,[157] la avutarda kori[158] y el cardenal amarillo.[159]
- Insectos: la invasión de plantas leñosas está relacionada con la pérdida de especies o la reducción de la riqueza de especies de insectos que prefieren hábitats abiertos.[160]Entre las especies afectadas se encuentran las mariposas,[161] las hormigas[123] y los escarabajos.[162]

### Estructura de la vegetación
La invasión suele crear espacios intersticiales desnudos conectados entre sí, donde puede producirse erosión por el agua y el viento.

### Calidad del suelo
La calidad del suelo bajo la invasión de plantas leñosas en los ecosistemas de tierras áridas viene determinada por una combinación de cubierta vegetal, precipitaciones, características fisicoquímicas del suelo y variables topográficas.La invasión tiene un impacto significativo en las comunidades bacterianas del suelo.
La calidad del suelo puede disminuir significativamente en las regiones áridas y semiáridas bajo la invasión de árboles, lo que se manifiesta en una reducción de los niveles de humedad del suelo, la disponibilidad de nutrientes y la actividad microbiana. Esto provoca condiciones de sequía en el suelo y disminuye las plantas herbáceas perennes, al tiempo que aumenta la superficie desnuda. La invasión hace que las comunidades vegetales desarrollen tejidos más resistentes y pobres en nutrientes, lo que aumenta la acidez del suelo, provoca la acumulación de materia orgánica y reduce los niveles de fósforo.
Por el contrario, en climas mediterráneos y muy húmedos, la invasión de especies leñosas suele mejorar la calidad del suelo al aumentar las concentraciones de carbono, nitrógeno y fósforo, especialmente en la capa superior del suelo.

### Recarga de aguas subterráneas y humedad del suelo
La invasión de plantas leñosas se relaciona frecuentemente con una reducción de la recarga de aguas subterráneas, basándose en la evidencia de que los arbustos consumen significativamente más agua de lluvia que los pastos y que la invasión altera el flujo de los cursos de agua. La invasión de plantas leñosas generalmente conduce al alargamiento de las raíces en el suelo y el movimiento descendente del agua se ve obstaculizado por el aumento de la densidad y la profundidad de las raíces. El impacto en la recarga de las aguas subterráneas difiere entre los lechos rocosos de arenisca y las regiones kársticas, así como entre los suelos profundos y los superficiales.
Si bien la pérdida de agua es común en los bosques de dosel cerrado (es decir, condiciones subhúmedas con mayor evapotranspiración), en los ecosistemas semiáridos y áridos la recarga puede mejorar bajo la invasión, siempre que exista una buena conectividad ecohidrológica del paisaje respectivo. Se sugiere la conectividad ecohidrológica como marco unificador para comprender los diferentes impactos de las aguas subterráneas bajo la invasión.
Además de la recarga de las aguas subterráneas, la invasión de plantas leñosas aumenta la transpiración de los árboles y la evaporación de la humedad del suelo, debido al aumento de la cobertura del dosel.La invasión de especies leñosas provoca el secado de los cursos de agua. Además, el control de las plantas leñosas puede mejorar eficazmente la conectividad de los recursos hídricos. Aunque esto depende en gran medida del contexto, el control de los matorrales puede ser un método eficaz para mejorar la recarga de las aguas subterráneas.
Se sabe poco sobre cómo los ciclos hidrológicos a través de la invasión de matorrales afectan a la entrada y salida de carbono, ya que es posible que se produzcan tanto ganancias como pérdidas de carbono.Además, hay pruebas de que la invasión de matorrales aumenta la erosión del lecho rocoso, con consecuencias poco claras para la erosión del suelo y los flujos de agua subterráneos.
Sin embargo, la experiencia concreta con los cambios en la recarga de aguas subterráneas se basa en gran medida en pruebas anecdóticas o en proyectos de investigación limitados regional y temporalmente.En Texas (Estados Unidos) se llevó a cabo una investigación aplicada para evaluar la disponibilidad de agua tras la eliminación de la maleza, que mostró un aumento de la disponibilidad de agua en todos los casos.Además, estudios realizados en Estados Unidos revelan que la invasión densa de Juniperus virginiana es capaz de transpirar casi toda la lluvia, lo que altera significativamente la recarga de las aguas subterráneas.Una excepción es la invasión de arbustos en las laderas, donde la recarga de aguas subterráneas puede aumentar con la invasión. Otros estudios realizados en los Estados Unidos indican que el caudal de los arroyos también se ve significativamente obstaculizado por la invasión de plantas leñosas, con el riesgo asociado de mayores concentraciones de contaminantes.
Estudios realizados en Sudáfrica han demostrado que aproximadamente el 44 % de la lluvia es capturada por las copas de los árboles y se evapora de nuevo a la atmósfera bajo la invasión de árboles. Este efecto es más fuerte con especies de hojas finas y en casos de menor cantidad e intensidad de lluvia. Se descubrió que, en general, hasta un 10 % menos de lluvia penetra en el suelo bajo la invasión de árboles. Un metaanálisis de estudios realizados en Sudáfrica revela además que la invasión de especies leñosas tiene un bajo efecto de pérdida de agua en zonas con precipitaciones limitadas.El caudal de los ríos puede aumentar tras la eliminación selectiva de especies invasoras y invasivas, como se ha demostrado en Sudáfrica.

### Secuestro de carbono
El impacto del control de la maleza en la capacidad de secuestro y almacenamiento de carbono de los respectivos ecosistemas es una consideración importante para la gestión. En el contexto de los esfuerzos mundiales para mitigar el cambio climático, la capacidad de secuestro y almacenamiento de carbono de los ecosistemas naturales recibe cada vez más atención. Las praderas constituyen el 40 % de la vegetación natural de la Tierra  y contienen una cantidad considerable del carbono orgánico del suelo a nivel mundial. Los cambios en la composición de las especies vegetales y la estructura de los ecosistemas, especialmente a través de la invasión de especies leñosas, provocan una gran incertidumbre a la hora de predecir el ciclo del carbono en las praderas.La investigación sobre los cambios en el secuestro de carbono bajo la invasión de plantas leñosas y su control sigue siendo insuficiente. El Grupo Intergubernamental de Expertos sobre el Cambio Climático (IPCC) afirma que la invasión de plantas leñosas suele provocar un aumento del carbono leñoso sobre el suelo, mientras que los cambios en el carbono bajo el suelo dependen de las precipitaciones anuales y del tipo de suelo. El IPCC señala que se han estudiado los cambios en las reservas de carbono bajo la invasión de matorrales en Australia, África meridional y América del Norte, pero hasta la fecha no se ha realizado ninguna evaluación a escala mundial.
Carbono total del ecosistema: si se tiene en cuenta únicamente la biomasa sobre el suelo, la invasión puede considerarse un sumidero de carbono. Sin embargo, si se tienen en cuenta las pérdidas en la capa herbácea y los cambios en el carbono orgánico del suelo, la cuantificación de los depósitos y flujos de carbono terrestre se vuelve más compleja y específica del contexto. Los cambios en la captura y el almacenamiento de carbono deben determinarse para cada ecosistema respectivo y de manera holística, es decir, teniendo en cuenta tanto el almacenamiento de carbono sobre el suelo como bajo el suelo. En general, el aumento de CO2 conduce a un mayor crecimiento de las plantas leñosas, lo que implica que estas aumentan su absorción de nutrientes del suelo, reduciendo la capacidad del suelo para almacenar carbono. Por el contrario, las gramíneas aumentan poco la biomasa sobre el suelo, pero contribuyen significativamente al secuestro de carbono bajo el suelo.Se ha observado que las ganancias de carbono sobre el suelo pueden compensarse completamente con las pérdidas de carbono bajo el suelo durante la invasión. En general, se observa que el carbono aumenta en general en los ecosistemas más húmedos bajo invasión y puede reducirse en los ecosistemas áridos bajo invasión.Algunos estudios concluyen que el secuestro de carbono puede aumentar durante varios años bajo la invasión de plantas leñosas, aunque la magnitud de este aumento depende en gran medida de las precipitaciones anuales. Se ha observado que la invasión de especies leñosas tiene poco impacto en el potencial de secuestro en zonas secas con menos de 400 mm de precipitación.Esto implica que el efecto positivo del carbono de la invasión de especies leñosas puede disminuir con el avance del cambio climático, especialmente en los ecosistemas en los que se prevé una disminución de las precipitaciones y un aumento de la temperatura.La invasión de especies leñosas está además relacionada con la erosión fluvial, que a su vez conduce a la pérdida del carbono orgánico previamente estabilizado de los pastizales heredados. Además, los ecosistemas invadidos son más propensos que los pastizales abiertos a perder carbono durante las sequías.Entre los ecosistemas que se prevé que pierdan almacenamiento de carbono bajo la invasión de especies leñosas se encuentra la tundra.
Entre los factores relevantes para comparar el potencial de secuestro de carbono entre pastizales invadidos y no invadidos se incluyen los siguientes: producción primaria neta sobre el suelo (ANPP), producción primaria neta bajo el suelo (BNPP), tasas de fotosíntesis, tasas de respiración de las plantas, tasas de descomposición de la hojarasca y actividad microbacteriana del suelo. La biodiversidad vegetal también es un indicador importante, ya que la diversidad de las plantas contribuye más al carbono orgánico del suelo que la cantidad de materia orgánica.
- Carbono sobre el suelo: la invasión de plantas leñosas implica un aumento de estas, en la mayoría de los casos a expensas de las gramíneas. Teniendo en cuenta que las plantas leñosas tienen una vida útil más larga y, por lo general, también más masa, la invasión de plantas leñosas suele implicar un aumento del almacenamiento de carbono sobre el suelo a través del secuestro biológico. Sin embargo, los estudios revelan que esto depende de las condiciones climáticas, ya que las reservas de carbono sobre el suelo disminuyen con la invasión de plantas leñosas cuando la precipitación media anual es inferior a 330 mm y aumentan cuando la precipitación es mayor.[224][109] Un factor que contribuye a ello es que la invasión de plantas leñosas reduce la producción primaria de las plantas sobre el suelo en los ecosistemas mesófilos.[109]
- Carbono subterráneo: a nivel mundial, la reserva de carbono orgánico del suelo es dos veces mayor que la reserva de carbono vegetal, por lo que su cuantificación es esencial. El carbono orgánico del suelo representa dos tercios del carbono total del suelo.[225]Las comparaciones entre praderas, matorrales y bosques muestran que los bosques y los matorrales contienen más carbono sobre el suelo, mientras que las praderas cuentan con más carbono en el suelo.[226]En general, las plantas herbáceas asignan más biomasa subterránea que las plantas leñosas. [219][227]Se ha descubierto que el impacto de la invasión de plantas leñosas en el carbono orgánico del suelo depende de las precipitaciones, ya que el carbono orgánico del suelo aumenta en los ecosistemas secos y disminuye en los ecosistemas mesófilos bajo invasión.[228][215][207][229] La degradación de los pastizales ha provocado en algunas zonas la pérdida de hasta el 40 % del carbono orgánico del suelo del ecosistema.[225]Un factor importante es que, bajo la invasión de plantas leñosas, el aumento del potencial fotosintético se ve compensado en gran medida por el aumento de la respiración de las plantas y las respectivas pérdidas de carbono.[230]En los suelos de la sabana tropical, la mayor parte del carbono orgánico del suelo proviene de la hierba, no de las plantas leñosas.[231][232]Por ejemplo, una investigación realizada en Sudáfrica reveló que el carbono orgánico del suelo procedente de los árboles solo igualaba al carbono orgánico del suelo procedente de la hierba tras 70 años sin incendios, lo que pone en tela de juicio la opinión de que el aumento de la densidad de los árboles conduce a mejoras en el COS.[233]Los factores que contribuyen a ello varían ampliamente en diferentes entornos, como también se evidencia en el papel de la hojarasca. En general, el carbono orgánico de la capa superior del suelo puede beneficiarse del aumento de la hojarasca bajo la invasión.[234][235]Sin embargo, en Sudáfrica se descubrió que la invasión de plantas leñosas ralentizaba las tasas de descomposición de la hojarasca, que tardaba el doble de tiempo en descomponerse bajo la invasión de plantas leñosas en comparación con las sabanas abiertas.[236]

Los cambios en el carbono orgánico del suelo deben considerarse a nivel del paisaje, ya que existen diferencias entre los procesos bajo el dosel y entre los doseles. Cuando un paisaje se ve cada vez más invadido y, como resultado, las parcelas de pastizales abiertos restantes se sobreexplotan, el carbono orgánico del suelo puede disminuir.
En las tierras de pastoreo de Etiopía, se descubrió que la invasión de plantas leñosas tenía poco o ningún efecto positivo sobre el carbono orgánico del suelo y que la restricción de la invasión leñosa era la forma más eficaz de mantener el carbono orgánico del suelo.En los Estados Unidos, se observó una importante captura de carbono orgánico en las capas más profundas del suelo tras la invasión leñosa.
Un factor importante es que la profundidad de las raíces aumenta con la invasión de plantas leñosas, en promedio 38 cm y hasta 65 cm. Un enraizamiento más profundo puede promover la acumulación de carbono orgánico en las capas profundas del suelo, pero al mismo tiempo también conduce a un efecto de cebado positivo, es decir, la estimulación de la actividad microbiana y la descomposición de la materia orgánica. La trayectoria del carbono del suelo profundo bajo la invasión de especies leñosas dependerá del equilibrio entre el aumento de la acumulación de COS y las pérdidas por priming.
Un metaanálisis de 142 estudios reveló que la invasión de arbustos altera el carbono orgánico del suelo (0-50 cm), con cambios que oscilan entre el -50 % y el 300 %. El carbono orgánico del suelo aumentó en las siguientes condiciones: regiones semiáridas y húmedas, invasión de arbustos leguminosos en contraposición a no leguminosos, suelos arenosos en contraposición a suelos arcillosos. El estudio concluye además que la invasión de arbustos tiene un efecto principalmente positivo en el contenido de carbono orgánico de la capa superior del suelo, con variaciones significativas entre los tipos de clima, suelo y arbustos. No existen metodologías estandarizadas para evaluar el efecto de la invasión de especies leñosas en el carbono orgánico del suelo.

### Productividad de la tierra y medios de vida rurales
La invasión de plantas leñosas afecta directamente a la productividad de la tierra, como se ha documentado ampliamente en el contexto de la capacidad de carga animal. En el oeste de Estados Unidos, el 25 % de los pastizales experimentan una expansión sostenida de la cubierta arbórea, con pérdidas estimadas para los productores agrícolas de 5000 millones de dólares desde 1990. Se estima que el forraje perdido anualmente equivale al consumo de 1,5 millones de bisontes o 1,9 millones de cabezas de ganado.En América del Norte, cada aumento del 1 % en la cobertura arbórea implica una reducción de entre 0,6 y 1,6 cabezas de ganado por cada 100 hectáreas. En Namibia, país del sur de África, se estima que la capacidad de carga agrícola de los pastizales se ha reducido en dos tercios debido a la invasión de plantas leñosas. En África Oriental hay pruebas de que un aumento del 10 % en la cobertura arbustiva redujo el pastoreo en un 7 %, y que la tierra se vuelve inutilizable como pastizal cuando la cobertura arbustiva alcanza el 90 %.
A menudo se considera que la invasión de especies leñosas tiene un impacto negativo en los medios de vida rurales. En África, el 21 % de la población depende de los recursos de los pastizales. La invasión de especies leñosas suele provocar un aumento de especies leñosas menos apetecibles en detrimento de las hierbas apetecibles. Esto reduce los recursos disponibles para las comunidades pastorales y la agricultura basada en los pastizales en general.La invasión de especies leñosas tiene consecuencias negativas para los medios de vida, especialmente en las zonas áridas,que sustentan los medios de vida de un tercio de la población mundial.Se prevé que la invasión de plantas leñosas provoque cambios a gran escala en los biomas de África, y los expertos sostienen que las estrategias de adaptación al cambio climático deben ser flexibles para ajustarse a este proceso. En Sudáfrica, el arbusto Seriphium plumosum se conoce comúnmente como «arbusto de la ruina» debido a su asociación con reducciones de la productividad agrícola de hasta el 80 %. Los estudios sugieren que existe una relación entre la invasión de plantas leñosas y la emigración de las zonas rurales.

### Potencial turístico
Se ha observado que el potencial turístico de la tierra disminuye en las zonas con una fuerte invasión de plantas leñosas, ya que los visitantes se desplazan a zonas menos invadidas y con mejor visibilidad de la fauna silvestre.

### Otros
En Estados Unidos, la invasión de plantas leñosas se ha relacionado con la propagación de patógenos transmitidos por garrapatas y el consiguiente riesgo de enfermedades para los seres humanos y los animales.En la tundra ártica, la invasión de arbustos puede reducir la nubosidad y contribuir al aumento de la temperatura. En América del Norte, se ha relacionado el aumento significativo de la temperatura y las precipitaciones con la invasión de plantas leñosas, con valores de hasta 214 mm y 0,68 °C, respectivamente. Esto se debe a la disminución del albedo de la superficie.
Se ha descubierto que el control selectivo de los arbustos, en combinación con la protección de los árboles más grandes, mejora la limpieza que regula los procesos de las enfermedades, altera la distribución de las especies e influye en el ciclo de los nutrientes.
Los estudios sobre la invasión de plantas leñosas en la sabana brasileña sugieren que la invasión hace que los ecosistemas afectados sean más vulnerables al cambio climático.

## Cuantificación y seguimiento
No existe una definición estática de lo que se considera invasión de plantas leñosas, especialmente cuando se produce la invasión de plantas autóctonas. Si bien es sencillo determinar las tendencias de la vegetación, por ejemplo, el aumento de las plantas leñosas a lo largo del tiempo, es más complejo determinar los umbrales a partir de los cuales se considera que una zona está invadida. Se han desarrollado diversas definiciones, así como métodos de cuantificación y cartografía.
La recopilación de datos suele implicar la cartografía y la caracterización morfológica de árboles y arbustos, el estudio fitosociológico de parcelas permanentes, el estudio de intersección de puntos de cuadrícula de parcelas permanentes, los estudios de intersección de líneas a lo largo de transectos, así como las mediciones alométricas de arbustos a lo largo de transectos.En el sur de África, se aplica con frecuencia el método BECVOL (estimaciones de biomasa a partir del volumen del dosel). Este método determina los equivalentes de evapotranspiración de los árboles (ETTE) por área seleccionada. Estos datos se utilizan para compararlos con factores climáticos, especialmente las precipitaciones anuales, a fin de determinar si el área en cuestión tiene un número de plantas leñosas superior al considerado sostenible.
Las imágenes de teledetección se utilizan cada vez más para determinar el alcance de la invasión de especies leñosas.Las limitaciones de esta metodología incluyen la dificultad para distinguir especies y la incapacidad para detectar arbustos pequeños.Además, los datos multiespectrales basados en UAV (drones) y los datos Lidar se utilizan con frecuencia para cuantificar la invasión de especies leñosas.La combinación de imágenes aéreas en color e infrarrojo y la clasificación mediante máquinas de vectores de soporte puede proporcionar una gran precisión en la identificación de arbustos.La probabilidad de invasión de plantas leñosas en el continente africano se ha cartografiado utilizando datos SIG y las variables de precipitación, humedad del suelo y densidad de ganado.La dependencia exclusiva de los datos de teledetección conlleva el riesgo de interpretar erróneamente la invasión de plantas leñosas, por ejemplo, como una beneficiosa vegetación verde.Se pueden desarrollar índices de vegetación hiperespectrales (HVI) para separar con precisión la cobertura arbustiva de la vegetación verde.Las imágenes de Google Earth se han utilizado con éxito para analizar la invasión de plantas leñosas en Sudáfrica.En Namibia, el denominado Sistema de Información sobre la Sabana se basa en datos de satélites de radar de apertura sintética.La teledetección por satélite se utiliza para determinar el efecto de la eliminación selectiva de plantas en las zonas invadidas.
Se han desarrollado varios modelos espacialmente explícitos para la evaluación de la invasión de plantas leñosas.
Cada vez más, se utilizan técnicas de aprendizaje automático y aplicaciones basadas en la inteligencia artificial para investigar la invasión de plantas leñosas.Además del uso de imágenes satelitales, también se ha probado el análisis asistido por ordenador de imágenes visuales tomadas desde un vehículo en movimiento.
La refotografía ha demostrado ser una herramienta eficaz para el seguimiento de los cambios en la vegetación, incluida la invasión de plantas leñosas, y constituye la base de diversas evaluaciones de la invasión.
Entre los métodos para superar la disponibilidad limitada de pruebas fotográficas o registros escritos se encuentra la evaluación de los registros de polen. En una aplicación reciente, se estableció la cobertura vegetal de los últimos 130 años en una zona de invasión de plantas leñosas en Namibia.
Entre las herramientas de cartografía de la vegetación desarrolladas para su uso por parte de usuarios individuales de la tierra y organizaciones de apoyo se encuentran la Plataforma Americana de Análisis de Pastizalesy la Herramienta de Cuantificación de Biomasa de Namibia.

## Restauración

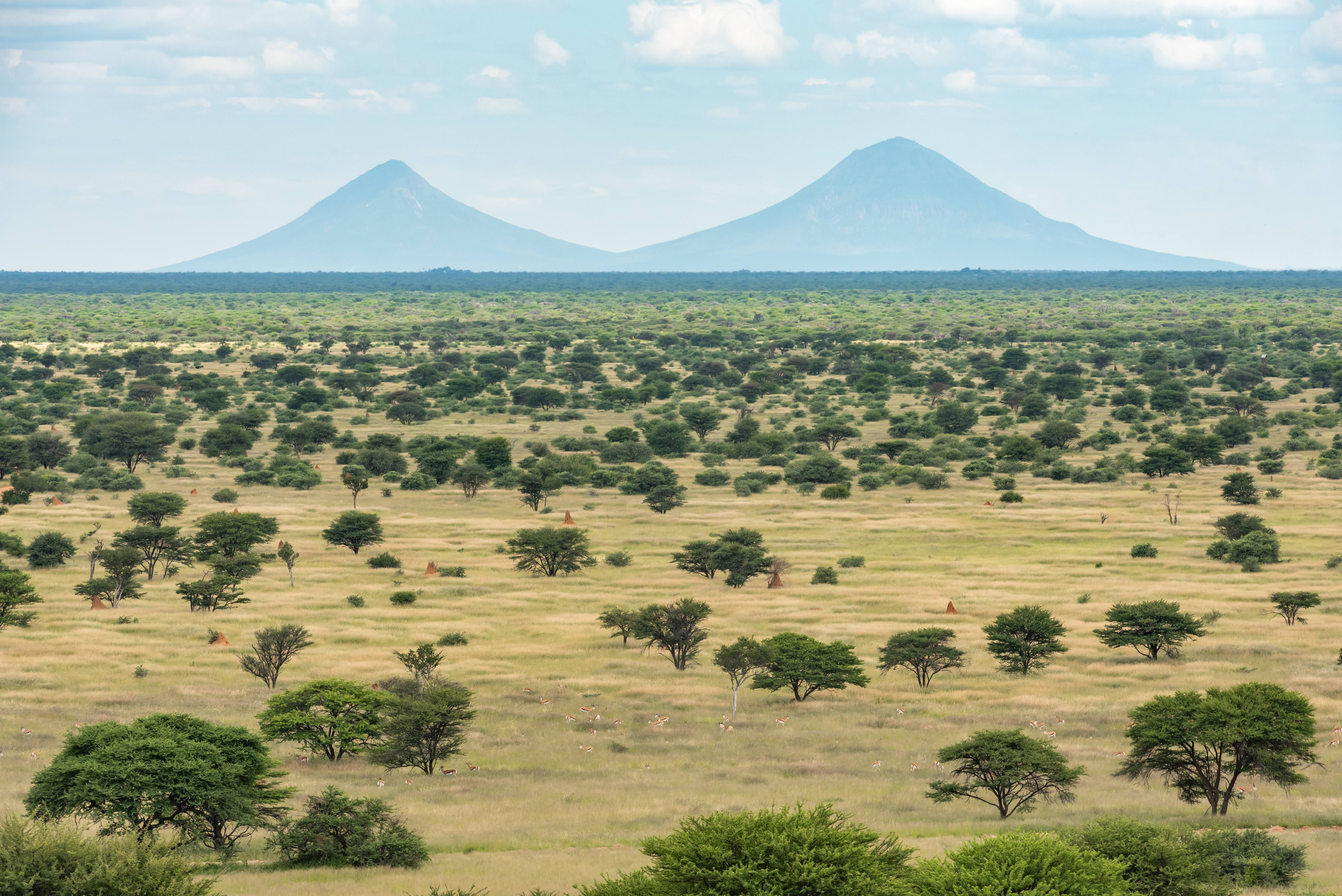
Paisaje en Namibia con tierras tras una entresaca selectiva de arbustos (primer plano) y una grave invasión de arbustos (fondo).

El control de la maleza es la gestión activa de la densidad de especies leñosas en los pastizales. Aunque la invasión de especies leñosas es, en muchos casos, una consecuencia directa de prácticas de gestión insostenibles, es poco probable que la introducción de prácticas más sostenibles por sí sola (por ejemplo, la gestión de los incendios y los regímenes de pastoreo) logre restaurar las zonas ya degradadas. Los pastizales invadidos pueden constituir un estado estable, lo que significa que, sin intervención, la vegetación no volverá a su composición anterior.

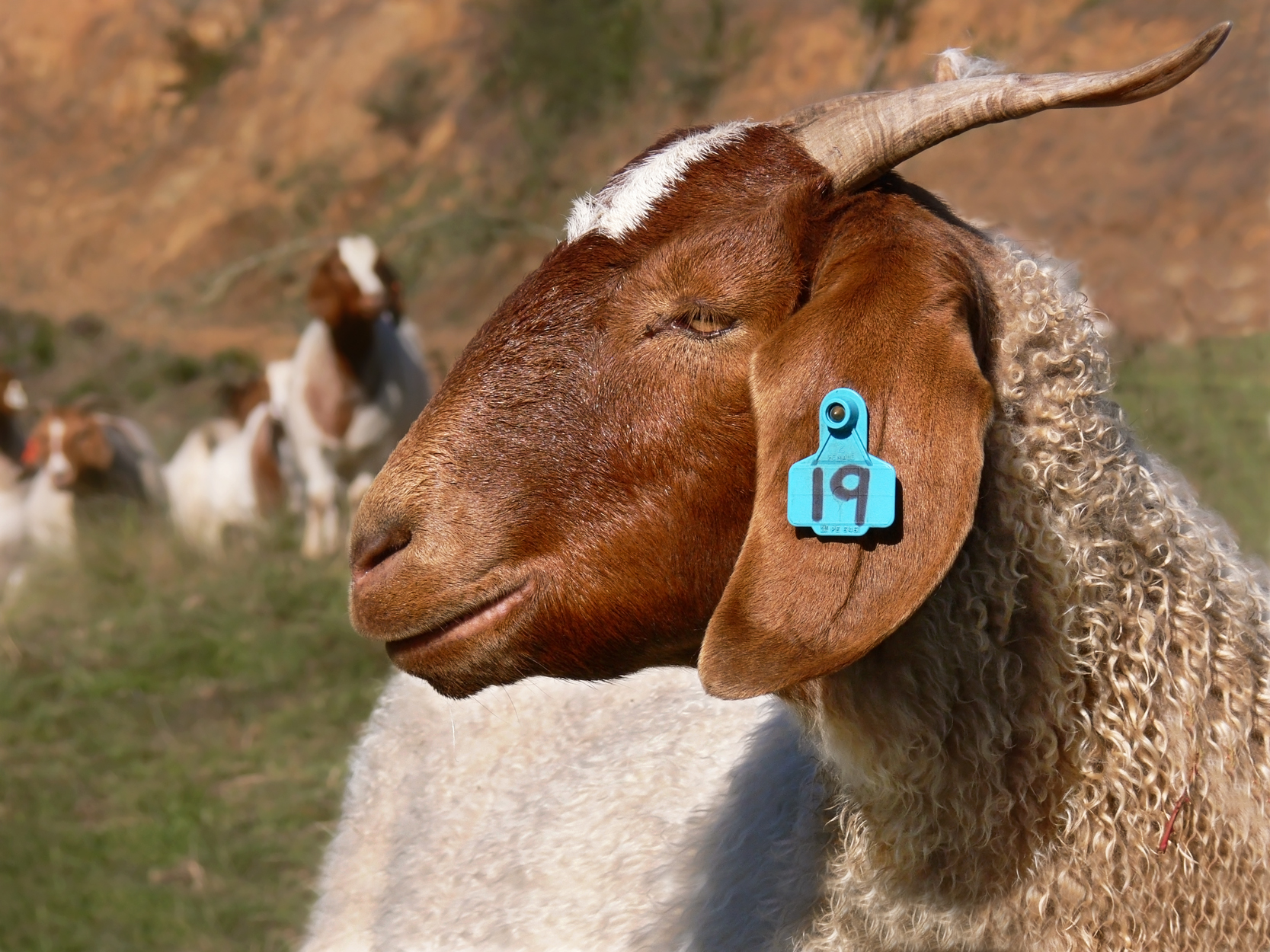
Las cabras pueden funcionar como medida natural contra la invasión de plantas leñosas o el restablecimiento de plántulas tras el clareo de arbustos.

Para tomar decisiones sobre las medidas de control adecuadas, es esencial comprender tanto los factores locales como los globales que impulsan la invasión de especies leñosas, así como su interacción. La restauración debe abordarse como un conjunto de intervenciones que, de forma iterativa, llevan a un ecosistema degradado a un nuevo estado del sistema. Se necesitan medidas de respuesta, como la eliminación mecánica, para restablecer un equilibrio diferente entre las plantas leñosas y herbáceas.Una vez que se establece una alta densidad de plantas leñosas, estas contribuyen al banco de semillas del suelo más que las gramíneasy la falta de gramíneas presenta menos combustible para los incendios, lo que reduce su intensidad.Esto perpetúa la invasión de plantas leñosas y requiere una intervención, si el estado de invasión es indeseable para las funciones y el uso de los respectivos ecosistemas. La mayoría de las intervenciones consisten en un aclareo selectivo de la densidad de los arbustos, aunque en algunos contextos también se ha demostrado que la tala repetida restaura eficazmente la diversidad de las especies típicas de la sabana.A la hora de decidir qué especies leñosas se deben aclarar y cuáles se deben conservar, las características estructurales y funcionales de las especies desempeñan un papel fundamental.Las medidas de control de los arbustos deben ir acompañadas de la gestión del pastoreo, ya que ambos son factores cruciales que influyen en el estado futuro de los respectivos ecosistemas. Se han desarrollado modelos de estado y transición para proporcionar apoyo a la gestión a los usuarios de la tierra, captando las complejidades del ecosistema más allá de la sucesión, pero su aplicabilidad sigue siendo limitada.
La restauración de pastizales degradados puede traer consigo una amplia gama de mejoras en los servicios ecosistémicos.Con ello, también puede reforzar la resistencia a la sequía de los ecosistemas afectados.El control de los arbustos puede conducir a mejoras en la biodiversidad, independientemente del uso predominante de la tierra.

### Tipos de intervenciones
El término "control de matorrales" o "gestión de matorrales" se refiere a las acciones destinadas a controlar la densidad y la composición de los matorrales y arbustos en una zona determinada. Estas medidas sirven para reducir los riesgos asociados a la invasión de plantas leñosas, como los incendios forestales, o para rehabilitar los ecosistemas afectados. Está ampliamente aceptado que las plantas leñosas autóctonas invasoras deben reducirse en número, pero no erradicarse. Esto es fundamental, ya que estas plantas desempeñan funciones importantes en los respectivos ecosistemas, por ejemplo, sirven de hábitat para los animales.Los esfuerzos para contrarrestar la invasión de plantas leñosas pertenecen al campo científico de la ecología de la restauración y se guían principalmente por parámetros ecológicos, seguidos de indicadores económicos.
Se pueden distinguir tres categorías diferentes de medidas de control:
- Medidas preventivas: aplicación de buenas prácticas de gestión probadas para prevenir el crecimiento excesivo de especies leñosas, por ejemplo, mediante densidades de ganado adecuadas y pastoreo rotativo en el caso de la agricultura de pastizales.[302]En general, se supone que las medidas preventivas son un método más rentable para combatir la invasión de especies leñosas que tratar los ecosistemas una vez que se ha producido la degradación.[303]Ciertos usos del suelo y especies animales pueden ayudar a prevenir la invasión de plantas leñosas, por ejemplo, los elefantes.[60][304] Las investigaciones sobre los puntos de inflexión de la degradación sugieren que el carbono orgánico del suelo y los isótopos de carbono son indicadores de alerta temprana en las zonas potencialmente invadidas.[305]
- Medidas de respuesta: reducción de la densidad de los matorrales mediante la tala selectiva u otras formas de eliminación (clareo de matorrales).
- Medidas de mantenimiento: medidas repetidas o continuas para mantener la densidad y la composición de los arbustos que se ha establecido mediante el aclareo de arbustos.[157][306]

Cada vez se presta más atención al impacto del secuestro de carbono, que difiere entre las medidas de control. La aplicación de productos químicos, por ejemplo, puede provocar mayores pérdidas de carbono que el aclareo mecánico de arbustos.

### Medidas de control

#### Control natural de la maleza

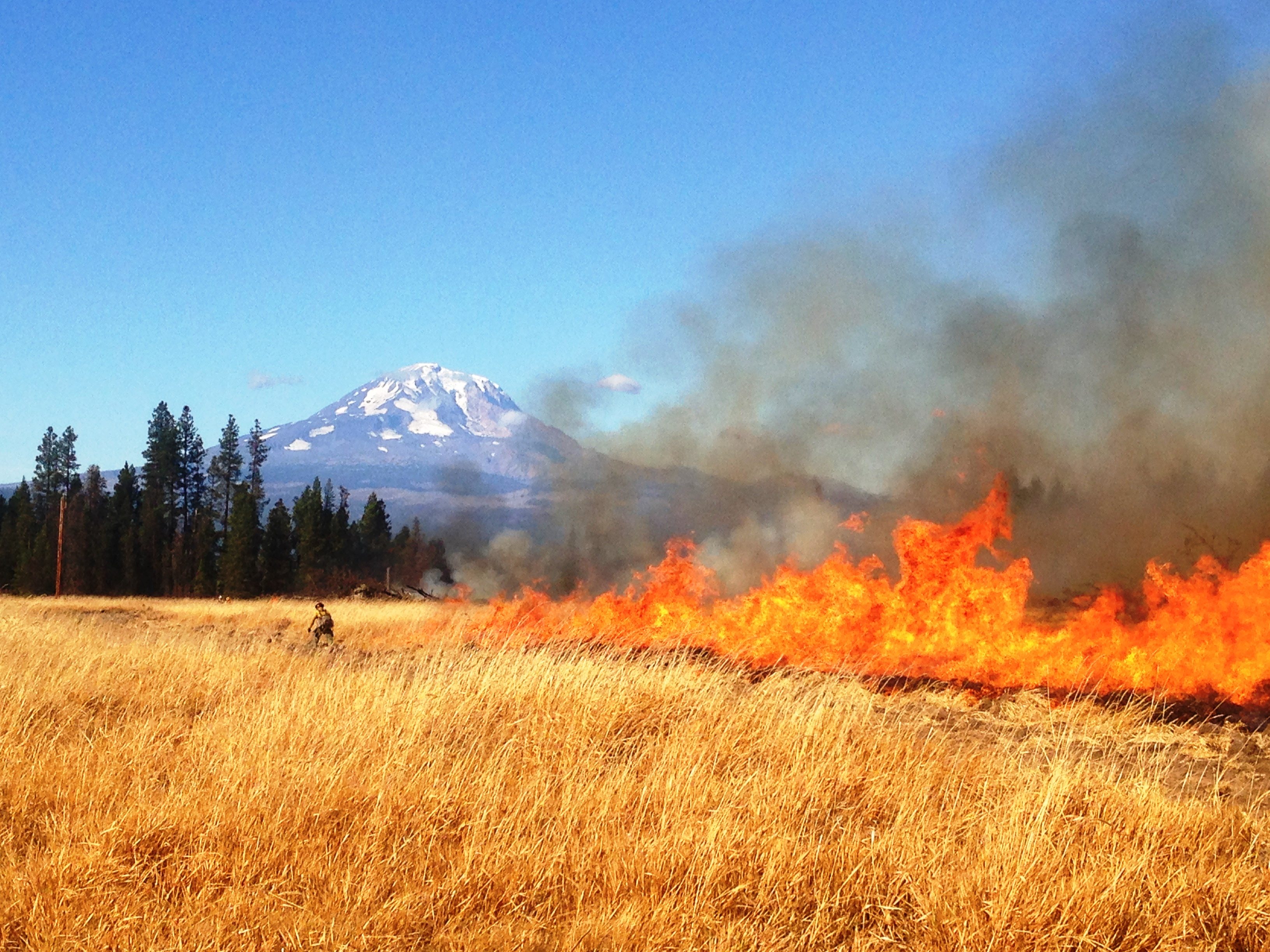
Bombero administrando fuego prescrito como herramienta de gestión para eliminar la invasión leñosa cerca del monte Adams, Washington, EE. UU.

Los incendios controlados son un método comúnmente utilizado para controlar la maleza. La relación entre los incendios controlados y la mortalidad de los árboles es objeto de investigación continua.La tasa de éxito de los incendios controlados varía en función de la estación del año en que se aplican.En algunos casos, el tratamiento con fuego ralentiza la invasión de la vegetación leñosa, pero no logra revertirla.
La gestión óptima del fuego puede variar en función de la comunidad vegetal, el uso del suelo y la frecuencia y el momento en que se producen los incendios.Los incendios controlados no solo son una herramienta para gestionar la biodiversidad, sino que también pueden utilizarse para reducir las emisiones de gases de efecto invernadero, al modificar la estacionalidad de los incendios y reducir su intensidad.Se ha descubierto que el fuego es especialmente eficaz para reducir la densidad de los arbustos cuando se combina con el fenómeno natural de las sequías.Además, se ha demostrado que la combinación de fuego y herbívoros, denominada herbivoría pirótica, tiene efectos positivos en la restauración.El ganado puede sustituir en parte a los grandes herbívoros.
Además, los incendios tienen la ventaja de que consumen las semillas de las plantas leñosas de la capa de hierba antes de que germinen, lo que reduce la sensibilidad de los pastizales a la invasión.
El requisito previo para el control eficaz de los arbustos mediante el fuego es una carga de combustible suficiente, por lo que los incendios son más eficaces en zonas donde hay suficiente hierba disponible. Además, los incendios deben administrarse regularmente para hacer frente al rebrote. Se ha comprobado que el control de los matorrales mediante el fuego es más eficaz cuando se aplica una gama de intensidades de fuego a lo largo del tiempo. El fuego afecta principalmente a los arbustos en las primeras etapas de crecimiento, causando menos daños a las plantas de mayor altura y diámetro de copa. La carga de combustible y, con ello, la eficacia de los incendios para el control de los matorrales pueden reducirse debido a la presencia de herbívoros.
Una investigación a largo plazo en la sabana sudafricana reveló que los incendios de alta intensidad redujeron la invasión a corto plazo, pero no a medio plazo.En una colaboración intercontinental entre Sudáfrica y Estados Unidos, se publicó una síntesis sobre la experiencia con el fuego como método de control de la maleza.
La renaturalización de los ecosistemas con herbívoros históricos puede contribuir aún más al control de la maleza. La presencia de herbívoros contribuye a la supresión de las plantas leñosas, especialmente en las primeras etapas demográficas.
El pastoreo variable del ganado puede utilizarse para reducir la invasión de plantas leñosas, así como el rebrote tras el clareo de la maleza. Un enfoque bien documentado es la introducción de rebaños más grandes de cabras que se alimentan de las plantas leñosas y, por lo tanto, limitan su crecimiento.Hay pruebas de que algunas comunidades agrícolas rurales han utilizado pequeños rumiantes, como las cabras, para prevenir la invasión de plantas leñosas durante décadas.Además, el pastoreo rotativo intensivo, con períodos de descanso para la recuperación de los pastos, puede ser una herramienta para limitar la invasión de plantas leñosas.En general, el papel de los sistemas de pastoreo selectivo como herramienta de conservación de la biodiversidad es objeto de investigación continua.

#### Control químico de la maleza
La densidad de la madera se controla con frecuencia mediante la aplicación de herbicidas, en particular arboricidas. Por lo general, los herbicidas aplicados se basan en los ingredientes activos tebuthiurón, etidimurón, bromacil y picloram. En África Oriental, los primeros experimentos exhaustivos sobre la eficacia de este tipo de control de la maleza se remontan a 1958-1960. Sin embargo, hay pruebas de que los productos químicos aplicados pueden tener efectos negativos a largo plazo e impedir eficazmente el reclutamiento de pastos y otras plantas deseadas. Se ha comprobado que la aplicación de herbicidas no específicos para cada especie da lugar a una menor riqueza de especies que la aplicación de herbicidas específicos para cada especie. Además, la aplicación de arboricidas puede afectar negativamente a las poblaciones de insectos y artrópodos, lo que a su vez supone una amenaza para las poblaciones de aves.Ensayos científicos realizados en Sudáfrica demostraron que la aplicación de herbicidas tiene la mayor tasa de éxito cuando se combina con el desbroce mecánico de matorrales.

#### Control mecánico de matorrales

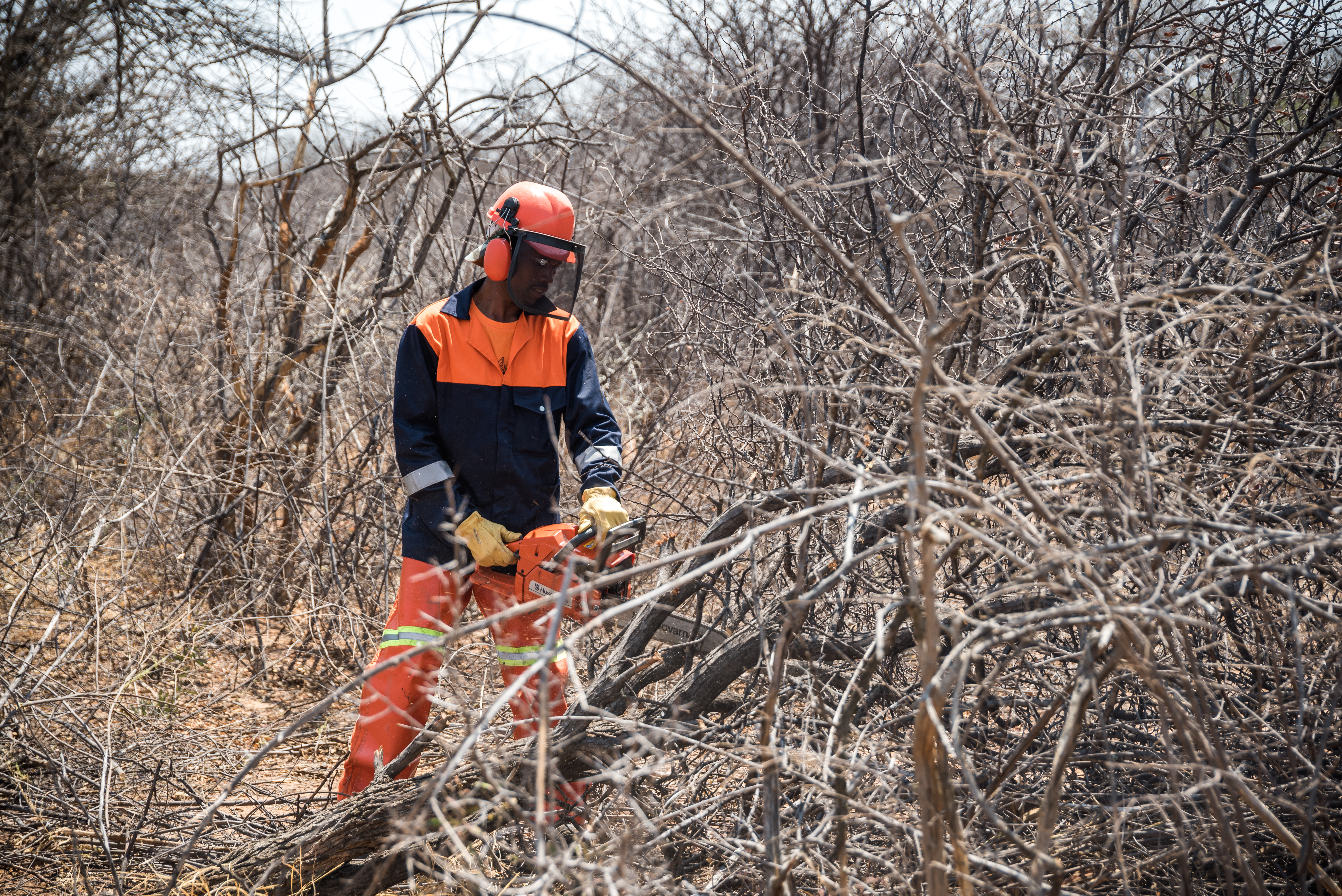
Un trabajador con equipo de protección utiliza una motosierra para talar y cortar arbustos de forma selectiva

Corte o recolección de arbustos y matorrales con equipos manuales o mecanizados. El corte mecánico de plantas leñosas va seguido de la quema de tallos, el fuego o el ramoneo para suprimir el rebrote. Algunos estudios concluyen que el control mecánico de los matorrales es más sostenible que los incendios controlados, ya que la quema provoca una degradación más profunda del suelo y una recuperación más rápida de los arbustos.Los arbustos que se cosechan mecánicamente suelen quemarse en pilas, pero también pueden servir como materia prima para añadir valor, incluyendo leña, carbón vegetal, pienso para animales, energía y material de construcción. La tala mecánica resulta eficaz, pero requiere una aplicación repetida.Cuando se dejan ramas leñosas para cubrir el suelo degradado, este método se denomina "empacado de maleza". Algunas formas de eliminación mecánica de plantas leñosas implican el desarraigo, lo que tiende a dar mejores resultados en términos de restauración de la capa de pasto, pero puede tener desventajas para las propiedades químicas y microbiológicas del suelo. 

### Aspectos económicos
Dado que la invasión de especies leñosas suele ser generalizada y la mayoría de los esfuerzos de rehabilitación son costosos, la financiación es una limitación clave. En el caso del clareo mecánico de plantas leñosas, es decir, la tala selectiva, los ingresos de las cadenas de valor descendentes pueden financiar las actividades de restauración.
Un ejemplo de uso altamente comercializado de la biomasa invasora es la producción de carbón vegetal en Namibia.También se están realizando esfuerzos para utilizar las especies leñosas invasoras como fuente de forraje alternativo para los animales, lo que implica aprovechar el material foliar de las especies invasoras o moler toda la planta.En forma de astillas de madera, las especies invasoras se utilizan para aplicaciones de energía térmica, como diversos procesos industriales.
El Fondo Mundial para la Naturaleza ha identificado las especies vegetales invasoras y invasoras como posible materia prima para el combustible de aviación sostenible en Sudáfrica.
Además, el pago por los servicios ecosistémicos y, en concreto, los créditos de carbono se están explorando cada vez más como mecanismo de financiación para el control de la invasión de especies leñosas. Se ha descubierto que la gestión de los incendios en la sabana tiene potencial para generar ingresos por carbono, con los que se puede financiar la restauración de pastizales en África.

### Retos
En las últimas décadas, la restauración de pastizales ha recibido, en general, menos atención que la restauración forestal.Esto se explica en parte por opiniones muy extendidas, como que los pastizales son pobres en biodiversidad y proporcionan pocos servicios ecosistémicos, o que los pastizales son un bioma de transición. 
La bibliografía destaca que es difícil lograr la restauración de las zonas invadidas por plantas leñosas a su estado anterior no invadido, y que la recuperación del ecosistema clave puede ser efímera o no producirse. Los métodos y tecnologías de intervención deben adaptarse al contexto específico para lograr el resultado deseado. No existe una proporción única entre pastos y matorrales que maximice todos los servicios ecosistémicos.
Se ha comprobado que los esfuerzos actuales de eliminación selectiva de plantas han ralentizado o detenido la invasión de plantas leñosas en las respectivas zonas, pero a veces se ve superado por la continua invasión. Un metaanálisis de 524 estudios sobre las respuestas de los ecosistemas tanto a la invasión como a la eliminación de plantas leñosas revela que la mayoría de los esfuerzos por restaurar los respectivos ecosistemas fracasan, mientras que la tasa de éxito depende principalmente de la fase de invasión y de las características de las plantas. Se ha descubierto además que los diferentes métodos de control tienen efectos distintos sobre servicios ecosistémicos específicos. Por ejemplo, la eliminación mecánica de plantas leñosas puede mejorar el valor forrajero, al tiempo que reduce la regulación hidrológica. Por el contrario, la eliminación química puede mejorar la regulación hidrológica a expensas de la diversidad vegetal. Esto implica que hay que tener en cuenta las ventajas e inconvenientes de cada conjunto de medidas de control.
Cuando se lleva a cabo el aclareo de matorrales de forma aislada, sin medidas de seguimiento, es posible que los pastizales no se rehabiliten. Esto se debe a que estos tratamientos puntuales suelen dirigirse a pequeñas áreas cada vez y dejan semillas de plantas que permiten el rápido restablecimiento de los matorrales. Una combinación de medidas preventivas, que aborden las causas de la invasión de plantas leñosas, y medidas de respuesta, que rehabiliten los ecosistemas afectados, puede superar la invasión de plantas leñosas a largo plazo.La necesidad de tratamientos de seguimiento y mantenimiento de la tierra puede aumentar con el tiempo para preservar la tierra restaurada.
En los esfuerzos de conservación de los pastizales, la aplicación de medidas en redes de tierras privadas, en lugar de en explotaciones agrícolas individuales, sigue siendo un reto clave. Debido al alto coste de la eliminación química o mecánica de las especies leñosas, estas intervenciones suelen aplicarse a pequeña escala, es decir, en unas pocas hectáreas cada vez. Esto difiere de los procesos de control naturales anteriores al uso humano de la tierra, como los incendios generalizados y la presión de la vegetación por parte de la fauna silvestre en libertad. Como resultado, las intervenciones suelen tener un impacto limitado en la dispersión y propagación continuadas de las plantas leñosas.Por esta razón, una estrategia clave desarrollada en el norte de América se denomina "defensa del núcleo". Consiste en la expansión sistemática de las zonas saludables de pastizales hacia el exterior, es decir, el clareo de los matorrales en el perímetro.
Contrarrestar la invasión de matorrales puede ser costoso y depende en gran medida de la capacidad financiera de los usuarios de la tierra. En algunos países se ha estudiado la posibilidad de vincular el control de los matorrales al concepto de pago por servicios ecosistémicos (PSE). 
Las percepciones y prioridades de los usuarios de la tierra, en términos de los servicios ecosistémicos que deben restaurarse, a menudo no se conocen suficientemente ni se tienen en cuenta a la hora de emprender o promover medidas de restauración.
La gestión de la cubierta arbórea por sí sola no garantiza ecosistemas productivos, ya que la cubierta y la diversidad de las especies de pastos deseadas también deben formar parte de las consideraciones de gestión.

## Relación con la mitigación y la adaptación al cambio climático

### Contabilidad nacional del carbono y compensaciones relacionadas

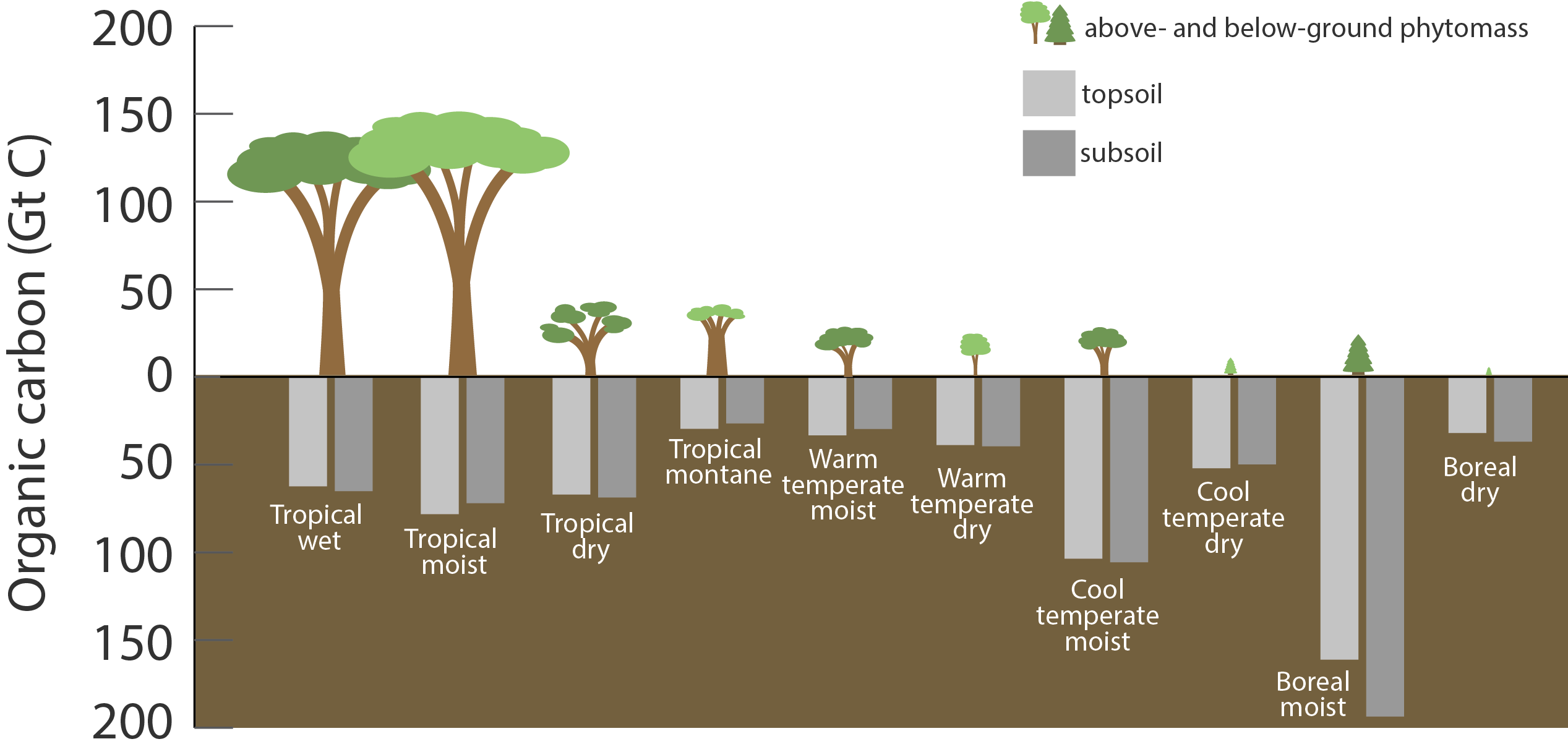
Cantidad de carbono almacenada en los distintos ecosistemas terrestres de la Tierra, en gigatoneladas.

La conservación de los pastizales puede contribuir de manera significativa a los objetivos mundiales de secuestro de carbono, pero en comparación con el potencial de secuestro en la silvicultura y la agricultura, aún no se ha explorado ni implementado lo suficiente. La contabilidad detallada del efecto de la invasión de especies leñosas en las reservas y flujos de carbono a nivel mundial no está clara.Dadas las incertidumbres científicas, existe una gran variabilidad en la forma en que los países tienen en cuenta la invasión de especies leñosas y su control en sus inventarios nacionales de gases de efecto invernadero.
En las primeras cuantificaciones de los sumideros de carbono, se descubrió que la invasión de especies leñosas representaba entre el 22 % y el 40 % del sumidero de carbono regional en los Estados Unidos. Sin embargo, en los Estados Unidos, la invasión de especies leñosas se considera una incertidumbre clave en el balance de carbono del país.Se ha observado que la capacidad de los sumideros disminuye cuando la invasión alcanza su máxima extensión.También en Australia, la invasión de especies leñosas constituye una proporción elevada de la cuenta nacional de carbono.Sin embargo, el plan de carbono de Australia es criticado por ignorar el potencial de carbono del suelo, que en las zonas áridas es entre siete y cien veces mayor que el de la vegetación.En Sudáfrica, se estimó que la invasión de especies leñosas había añadido alrededor de 21 000 Gg de CO2 al sumidero de carbono nacional,mientras que se ha destacado que, en particular, la pérdida de raíces de hierba conduce a pérdidas de carbono subterráneo, que no se compensan totalmente con las ganancias de carbono sobre el suelo.
Se sugiere que la clasificación de los pastizales y sabanas invadidos como sumideros de carbono puede ser a menudo incorrecta, ya que subestima las pérdidas de carbono orgánico del suelo. Más allá de las dificultades para cuantificar de forma concluyente los cambios en el almacenamiento de carbono, promover el almacenamiento de carbono mediante la invasión de especies leñosas puede suponer una compensación, ya que puede reducir la biodiversidad de las especies endémicas de la sabana y los servicios ecosistémicos básicos, como la productividad de la tierra y la disponibilidad de agua.
En las decisiones sobre la gestión de la tierra deben tenerse en cuenta varias compensaciones, como la posible compensación entre el carbono y la biodiversidad.Puede tener graves consecuencias negativas si se acepta la invasión de especies leñosas o la invasión de especies leñosas exóticas y se considera una forma de aumentar la capacidad de los ecosistemas para absorber CO2. En su Sexto Informe de Evaluación de 2022, el Grupo Intergubernamental de Expertos sobre el Cambio Climático (IPCC) identifica la invasión de especies leñosas como un factor que contribuye a la degradación de la tierra, debido a la pérdida de ecosistemas abiertos y sus servicios. El informe estipula además que, si bien puede haber ligeros aumentos de carbono, la invasión de especies leñosas enmascara al mismo tiempo los impactos negativos sobre la biodiversidad y los ciclos del agua y, con ello, los medios de vida.
Los enfoques de restauración centrados en el carbono siguen siendo vitales y pueden equilibrarse con la necesidad de mejorar otros servicios ecosistémicos mediante estrategias de gestión espacialmente mixtas, dejando parcelas invadidas y áreas aclaradas.

### Medidas contradictorias de mitigación del cambio climático
La invasión de árboles puede agravarse cuando los ecosistemas afectados se convierten en objeto de una reforestación mal orientada.Se ha constatado que las praderas se identifican con frecuencia erróneamente como bosques degradados y son objeto de iniciativas de reforestación. Según un análisis de las zonas identificadas por el Instituto de Recursos Mundiales como susceptibles de restauración forestal, esto incluye hasta 900 millones de hectáreas de praderas. Solo en África, se ha descubierto que 100 millones de hectáreas de pastizales están en peligro por iniciativas de reforestación mal orientadas. Entre las zonas cartografiadas como bosques degradados se encuentran los parques nacionales del Serengeti y Kruger, que no han sido reforestados desde hace varios millones de años.Más de la mitad de todos los proyectos de plantación de árboles en África se llevan a cabo en pastizales de sabana.
Las investigaciones realizadas en el sur de África sugieren que la plantación de árboles en estos ecosistemas no conduce a un aumento del carbono orgánico del suelo, ya que este último proviene principalmente de la hierba.Además, el Grupo Intergubernamental de Expertos sobre el Cambio Climático (IPCC) afirma que las medidas de mitigación, como la reforestación o la forestación, pueden invadir las tierras necesarias para la adaptación agrícola y, con ello, amenazar la seguridad alimentaria, los medios de vida y las funciones de los ecosistemas.

### Control de la invasión como medida de adaptación
Algunos países, como Sudáfrica, reconocen que no hay pruebas concluyentes sobre el efecto de la reducción de la densidad de la vegetación en las emisiones, pero la promueven enérgicamente como medio de adaptación al cambio climático.La selección geográfica de las zonas de intervención, centrándose en aquellas que se encuentran en una fase temprana de invasión, puede minimizar las pérdidas de carbono por encima del suelo y, con ello, minimizar la posible compensación entre mitigación y adaptación.El Grupo Intergubernamental de Expertos sobre el Cambio Climático (IPCC) reflexiona sobre esta compensación: "Esta relación variable entre el nivel de invasión, las reservas de carbono, la biodiversidad, el suministro de agua y el valor pastoral puede suponer un dilema para los responsables políticos, especialmente cuando se tienen en cuenta los objetivos de las tres Convenciones de Río: la CMNUCC, la CNULD y el CDB. La eliminación de la invasión intensa de plantas leñosas puede mejorar la diversidad de especies, la productividad de los pastizales y el suministro de agua, y reducir la desertificación, contribuyendo así a los objetivos del CDB y la CNULD, así como a los objetivos de adaptación de la CMNUCC. Sin embargo, ello daría lugar a la liberación de las reservas de carbono de la biomasa a la atmósfera y podría entrar en conflicto con los objetivos de mitigación de la CMNUCC". La CIPF incluye además el control de los matorrales como medida pertinente en el marco de la adaptación basada en los ecosistemas y la adaptación basada en la comunidad.

### Sitios web
- Stockholm Resilience Centre - Regime Shifts DataBase: Bush Encroachment
- Panorama.Solutions - Rangeland Restoration through Bush Control
- The Rangelands Partnership - Global Rangelands Portal
- Wrangle - World Rangeland Learning Experience

### Artículos
- Rural 21 Magazine - Namibia's bush business
- Daily Maverick: Biological vandalism- the world's wild savannas may be doomed, but few pay attention
- Daily Maverick: Fierce fires can help save the veld from bush encroachment and extinction, says top UCT ecologist